# Каменск-Шахтинский

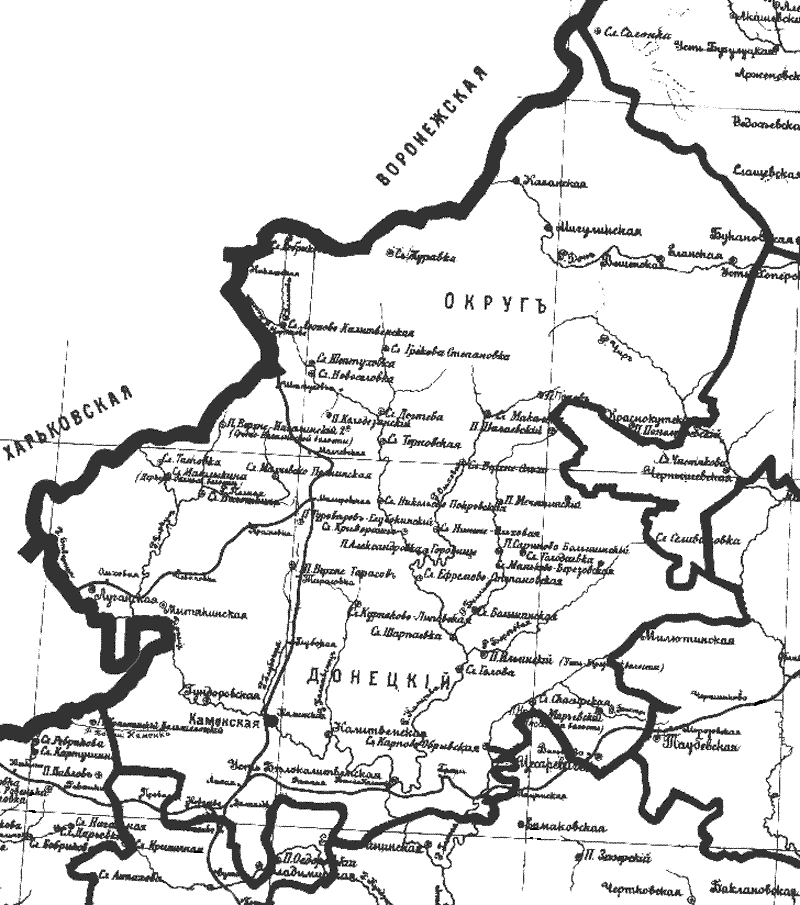
Донецкий округ Области Войска Донского

Ка́менск-Ша́хтинский (до 1927 года — станица Ка́менская, до 1929 года — город Ка́менск) — город в Ростовской области России.
С 2020 года носит почётное звание «Город воинской доблести».
День города отмечается с 1985 года во вторую субботу сентября.

## География
Каменск-Шахтинский расположен у северо-восточных отрогов Донецкого кряжа, на возвышенном правом берегу реки Северский Донец (правый приток Дона).
Расстояния до некоторых городов по автомобильным дорогам:
- Луганск — 92 км
- Ростов-на-Дону — 142 км,
- Воронеж — 400 км,
- Краснодар — 414 км,
- Москва — 932 км.

Расстояние от Москвы до станции Каменская по железной дороге составляет 1036 км, от Ростова-на-Дону — 190 км. Территория городского округа составляет 159,99 км².

### Улицы
Две главных улицы города расположены перпендикулярно друг другу и ориентированы приблизительно по сторонам света:
- проспект Карла Маркса (До 1927 года Донецкий, ранее также некоторое время Николаевский проспект) в просторечии Бродвей — широкий бульвар длиной 2,3 км, протянувшийся с северо-востока на юго-запад; начинается от набережной Северского Донца. Здесь располагаются культурно-развлекательные учреждения, магазины и офисы, ресторан, отдел ЗАГС;
- улица Ленина (с 1924 года; бывшая Старовокзальная, затем Советская) — с северо-запада на юго-восток, начинается от железнодорожного вокзала и спускается к Северскому Донцу, на ней находятся основные государственные и муниципальные учреждения, в том числе: администрация, полиция, налоговая инспекция и др.;
- третья по значимости улица Ворошилова (с 1969 года, бывшая Грековская, с 1957 года — улица 40 лет Октября), является главной магистралью, соединяющей два микрорайона города — старый — Соцгород (название присвоено в 1930-х годах на волне индустриализации в СССР, в настоящее время это название почти вышло из употребления) и новый — им. 60 лет Октября (в народе называемый просто Микрорайон). На ней располагаются магазины, кафе, центральный рынок, узел связи «Ростелекома» и отделение «Почты России». Перекрёсток проспекта Карла Маркса и улицы Ворошилова в постперестроечное время получил обиходное название Крест.

Транспортное значение имеет также улица Героев-Пионеров (до 1973 года — Линейная), в разговорной речи — «объездная (дорога)», она соединяет микрорайоны Подскельный и Рыгин, а также путепровод (местное название виадук) на проспекте Карла Маркса с федеральной автодорогой М-4 «Дон» в обход центральной части города. Название было присвоено в год тридцатилетия освобождения города от немецко-фашистских захватчиков.

### Климат
Климат Каменска-Шахтинского — умеренно континентальный, степной. Зимы относительно мягкие, с небольшим и неустойчивым снежным покровом. Лето жаркое, длится более 4 месяцев — с первой половины мая по середину сентября. 
| Показатель                            | Янв. | Фев. | Март | Апр. | Май  | Июнь | Июль | Авг. | Сен. | Окт. | Нояб. | Дек. | Год  |
| ------------------------------------- | ---- | ---- | ---- | ---- | ---- | ---- | ---- | ---- | ---- | ---- | ----- | ---- | ---- |
| Средний суточный максимум, °C         | −2,6 | −2,1 | 3,3  | 14,9 | 22,4 | 26,6 | 28,7 | 27,8 | 21,4 | 13,1 | 5,1   | 0,4  | 13,3 |
| Средняя температура, °C               | −5,7 | −5,3 | −0,2 | 9,9  | 16,8 | 20,9 | 23,0 | 22,0 | 16,0 | 8,9  | 2,2   | −2,3 | 8,9  |
| Средний суточный минимум, °C          | −8,7 | −8,5 | −3,7 | 4,9  | 11,2 | 15,2 | 17,3 | 16,2 | 10,7 | 4,7  | −0,6  | −5   | 4,5  |
| Норма осадков, мм                     | 33   | 28   | 23   | 39   | 44   | 53   | 53   | 38   | 37   | 27   | 41    | 44   | 460  |
| Источник: Климат Каменска-Шахтинского |      |      |      |      |      |      |      |      |      |      |       |      |      |

## История

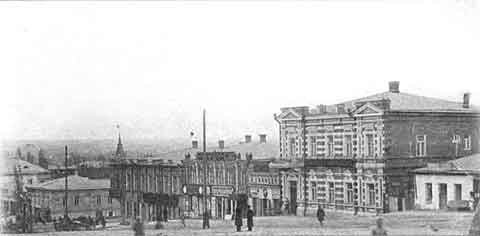
Проспект Карла Маркса (ранее Донецкий проспект) между улицами Пушкина и Кирова

### Станица Каменская в 1671—1927 годах

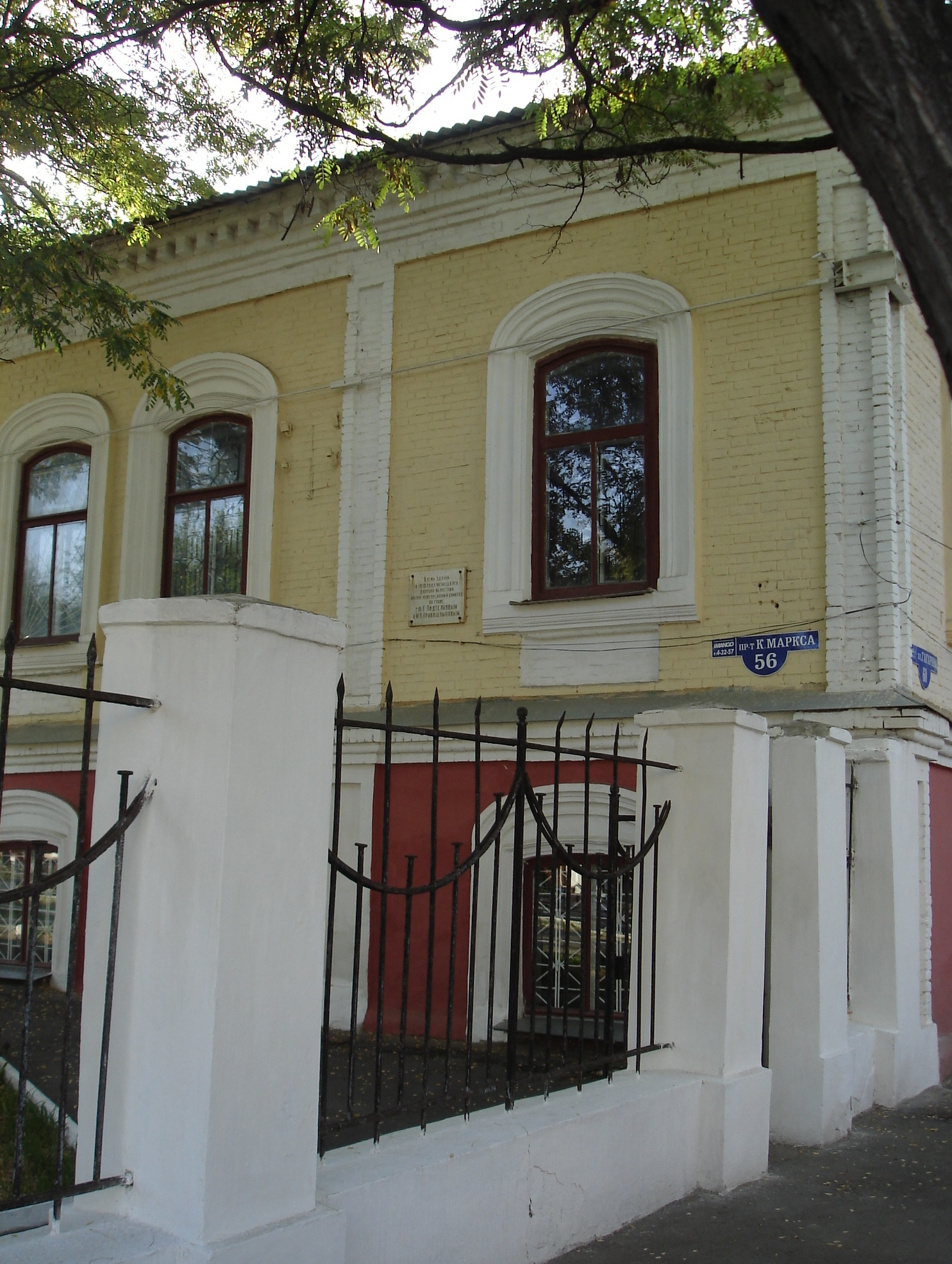
Здание военно-революционного комитета (ныне Каменский музей декоративно-прикладного искусства и народного творчества)

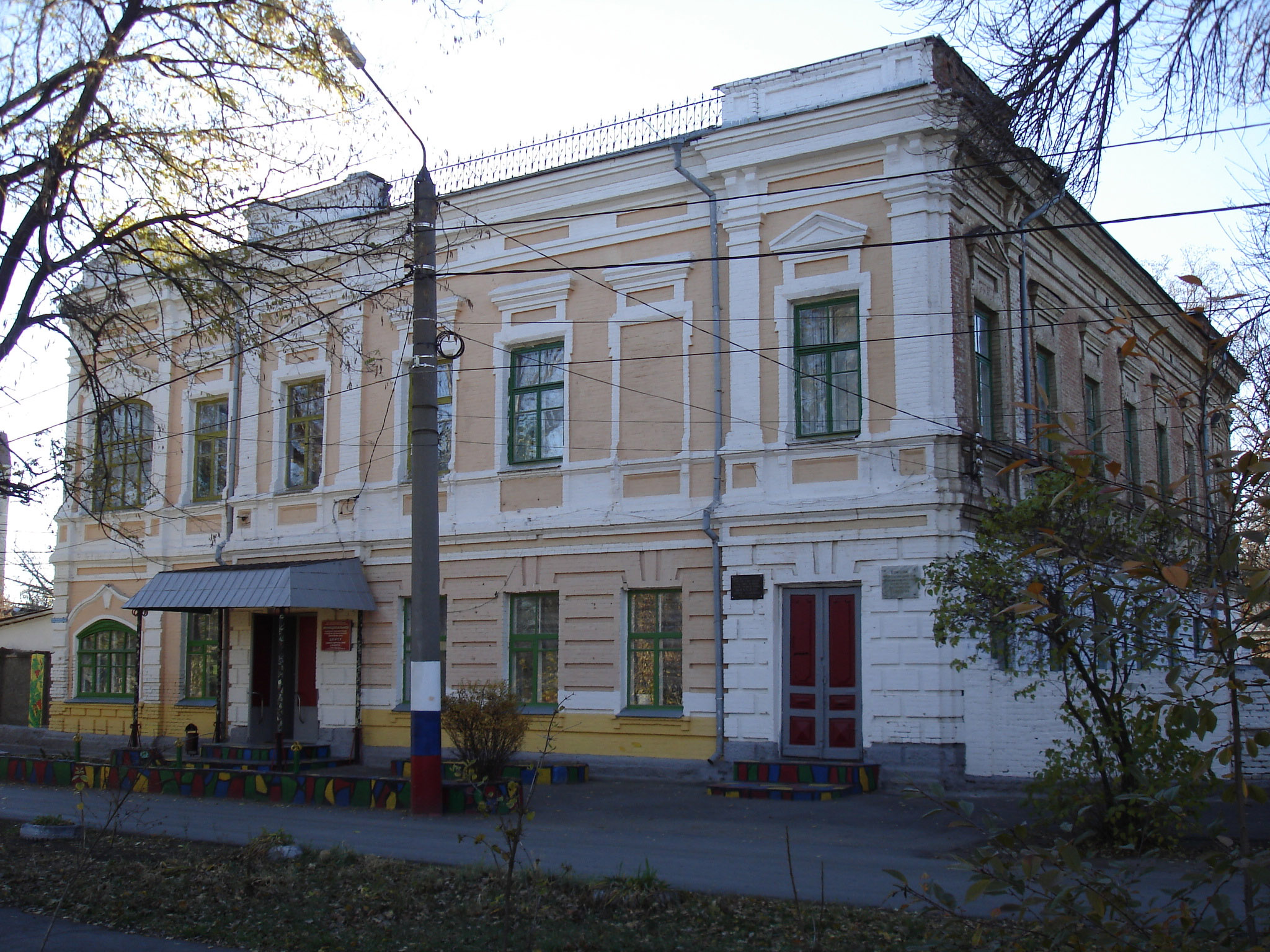
Здание штаба Красной гвардии (ныне Центр развития творчества детей и юношества)

Город известен с 1671 года как казачье поселение, первоначально возникшее у реки Малой Каменки (по которой и получило своё название), потом переселившееся в устье реки Глубокой, а затем долгое время располагавшееся на левом берегу Северского Донца, на месте современной Старой Станицы (так называемое Четвёртое переселение). В весеннее половодье поселение затопляла река, поэтому в 1805 году станичники обратились в войсковое правление с ходатайством о переселении на правый высокий берег Донца.
Однако скоро разгорелась война с наполеоновской Францией. На войну увёл донские полки войсковой атаман Матвей Иванович Платов. Ушли и многие каменцы в тех полках. Было не до переселения. Только с 1817 года, получив добро от властей, каменские казаки начали постепенно перебираться на правый берег Донца и застраиваться между существовавшими ещё с конца XVIII века хуторами Рыгиным и Косоноговкой. Большинству жителей удалось переселиться на новое, отведённое под станицу место, где ныне стоит Каменск-Шахтинский. Территория окончательного обоснования Каменской была указана генералом от кавалерии, атаманом Донского казачьего войска М. И. Платовым, который и в дальнейшем содействовал развитию станицы. Каменск отстраивался по прямоугольной планировке в соответствии с генеральным планом архитектора Ф. П. Деволана, который являлся, в частности, первым архитектором столицы области войска Донского — Новочеркасска.
Главная улица молодой станицы, названная Донецким проспектом, протянулась вдоль старинного шляха, ставшего впоследствии почтовым трактом. 18 января 1812 года в Каменской состоялось торжественное открытие приходского училища. С 1819 года начало действовать четырёхклассное училище, в которое поступали выпускники приходского училища.
Станица Каменская являлась центром Донецкого округа, местом пребывания окружного начальства. В округ вошёл весь северо-восток земли Войска Донского, куда входили 7, а позже (к 1917 году) — 15 станиц. В начале XX столетия Каменская была уже самой большой из донских станиц. Благодаря появлению железной дороги росло её торговое значение.
С 1894 года в трёхэтажном здании на Донецком проспекте работала военно-ремесленная школа. Заведение имело портное, портновско-шапочное, седельное и ковочно-кузнечное отделения и готовило мастеров для казачьих частей. Учащиеся приезжали в Каменскую на учёбу из разных станиц и волостей округа. Осенью 1903 года открылось реальное училище. В 1912 году была построена женская казённая гимназия, имелась также частная женская гимназия Ф. М. Мазуренко. Второй этаж дома купца Шевкоплясова занимала мужская казённая гимназия.
В январе 1918 года в станице состоялся съезд представителей фронтовых казачьих полков, на котором был избран Донской казачий военно-революционный комитет во главе с Ф. Г. Подтёлковым и М. В. Кривошлыковым, провозгласивший советскую власть на Дону (Донская советская республика). Многие казаки станицы Каменской были втянуты в водоворот гражданской войны на стороне как красной, так и белой армий.
До 1920 года станица Каменская входила во Всевеликое войско Донское.
В 1920—1924 годах станица входила в состав Донецкой губернии Украинской ССР с подчинением непосредственно городу Луганску. В ноябре 1924 года был создан Северо-Кавказский край, в состав которого вошёл Шахтинский округ с Каменским районом и его центром — станицей Каменской.

### Каменск-Шахтинский в годы Великой Отечественной войны
В годы Великой Отечественной войны Каменск был оккупирован немецкими войсками с 18 июля 1942 года по 13 февраля 1943 года.
Несколько юных жителей Каменска-Шахтинского участвовали в «Молодой гвардии» г. Краснодона: Шура Бондарева, Стёпа Сафонов, Василий Гуков. В боях за освобождение города от немецко-фашистских захватчиков участвовали пионеры города.
20 января 1943 года к городу прорвались передовые части Красной Армии. Школьники с радостью встретили освободителей и рассказали красноармейцам о местах позиционирования вражеских солдат, танков и орудий. Однако численность группировки советских войск была очень мала, наступление пехоты поддерживали лишь несколько лёгких танков, и наступающие не смогли войти в город и освободить его. После того, как атака была отбита, фашисты провели карательную акцию, хватая подряд всех мальчиков подходящего возраста, которые после допросов с применением пыток были расстреляны в подвале здания, где сейчас находится гимназия № 12.
В ночь на 13 февраля 1116-й стрелковый полк под командованием майора А. М. Гурского завязал бои в городе, а 1120-й стрелковый полк (командир — майор А. К. Песчишин) овладел Косоноговкой.
Город от германских войск в ходе Ворошиловградской операции освобождали войска 5-й танковой армии, имеющей в своём составе 333-ю стрелковую дивизию (полковник М. И. Матвеев) Юго-Западного фронта.
2 ноября 1967 года на центральной улице города — проспекте Карла Маркса, в Пионерском сквере был воздвигнут памятник-стела Героям-пионерам, на котором высечены имена всех погибших детей. Минимум три человека из этого списка на самом деле были живы в 1970-е годы. В 1996 году памятник, который к тому времени обветшал, был реконструирован. В их честь в 1973 году бывшая Линейная улица была переименована в улицу Героев-Пионеров (к 30-летию освобождения города).
После освобождения Каменска советскими войсками на площади Труда похоронили погибших при освобождении города воинов, где 9 мая 1971 года был открыт мемориальный комплекс. Также мемориальный комплекс создан перед главным входом на Каменский химкомбинат (ныне ФКП «Комбинат „Каменский“»), где установлены монументы работникам комбината, погибшим в годы войны.

### Железнодорожная катастрофа 1987 года
В Каменске-Шахтинском (железнодорожная станция Каменская) 7 августа 1987 года произошла одна из крупнейших железнодорожных катастроф СССР: трёхсекционный электровоз ВЛ80С, оторвавшись на стрелочных переводах от гружённого зерном грузового поезда, на скорости 140 км/ч врезался в стоящий на станции пассажирский поезд, последние два его вагона были раздавлены; при крушении погибло 106 человек, в том числе дети, которые ехали с отдыха (среди погибших — актриса Татьяна Ливанова с дочерью), ещё один человек погиб при ликвидации последствий (смертельно травмирован током).

## Население
| 1897    | 1926    | 1931    | 1939    | 1959    | 1962    | 1967    | 1970    | 1973    | 1976    | 1979    | 1982    |
| ------- | ------- | ------- | ------- | ------- | ------- | ------- | ------- | ------- | ------- | ------- | ------- |
| 12 190  | ↗17 000 | ↗21 300 | ↗42 700 | ↗57 525 | ↗62 000 | ↗71 000 | ↘68 135 | ↗72 000 | →72 000 | ↘71 598 | ↗73 000 |
| 1986    | 1987    | 1989    | 1992    | 1996    | 1998    | 2000    | 2001    | 2002    | 2003    | 2005    | 2006    |
| ↗75 000 | →75 000 | ↘72 379 | ↗73 300 | ↗73 600 | ↘72 700 | ↘71 100 | ↘70 600 | ↗75 632 | ↘75 600 | ↗96 600 | ↘95 700 |
| 2007    | 2008    | 2009    | 2010    | 2011    | 2012    | 2013    | 2014    | 2015    | 2016    | 2017    | 2018    |
| ↘94 900 | ↘94 500 | ↘93 971 | ↗95 296 | ↘95 181 | ↘94 197 | ↘92 989 | ↘91 995 | ↘91 159 | ↘90 307 | ↘89 657 | ↘88 997 |
| 2019    | 2020    | 2021    | 2024    | 2025    |         |         |         |         |         |         |         |
| ↘88 319 | ↘87 760 | ↘86 365 | ↘83 286 | ↘82 425 |         |         |         |         |         |         |         |

На 1 января 2025 года по численности населения город находился на 198-м месте из 1124 городов Российской Федерации.
В соответствии с генеральным планом городского округа «Город Каменск-Шахтинский» численность населения к расчётному сроку (2025 год) должна составить 105 тыс. человек, в том числе в мкр. Лиховской — 13,5 тыс. человек и мкр. Заводской — 9,0 тыс. человек. Вместе с тем в последние годы отмечается устойчивая тенденция к снижению численности населения городского округа. Так, в соответствии с оценкой численности населения по состоянию на 1 января 2018 года на территории муниципального образования — городской округ «Город Каменск-Шахтинский» числится 88 997 человек. Население городского округа «Каменск-Шахтинский» по сравнению с Всероссийской переписью населения 2010 года сократилось на 6,6 % (или на 6299 человек).
Национальный состав
По итогам переписи населения 2020 года проживали следующие национальности (национальности менее 0,1 % и другое см. в сноске к строке «Другие»):
| Национальность | Численность, чел. | Доля     |
| -------------- | ----------------- | -------- |
| Русские        | 80 624            | 95,96 %  |
| Армяне         | 612               | 0,73 %   |
| Украинцы       | 438               | 0,52 %   |
| Цыгане         | 397               | 0,47 %   |
| Курды          | 186               | 0,22 %   |
| Хемшилы        | 143               | 0,17 %   |
| Азербайджанцы  | 142               | 0,17 %   |
| Другие         | 1473              | 1,76 %   |
| Итого          | 84 015            | 100,00 % |

## Статус города
- 27 марта 1927 года станица Каменская, являвшаяся районным центром Каменского района Шахтинско-Донецкого округа Северо-Кавказского края, была преобразована в город районного подчинения с наименованием Каменск.
- С марта 1927 года по август 1930 года город Каменск являлся районным центром Каменского района Шахтинско-Донецкого округа Северо-Кавказского края.
- В 1929 году город Каменск получил двойное наименование — Каменск-Шахтинский.
- С августа 1930 года по январь 1934 года город Каменск-Шахтинский являлся районным центром Каменского района Северо-Кавказского края.
- С января 1934 года по апрель 1935 года город Каменск-Шахтинский являлся районным центром Каменского района Северной области Азово-Черноморского края, а после упразднения Северной области Каменский район подчинялся непосредственно Азово-Черноморскому крайисполкому.
- 20 апреля 1935 года город Каменск-Шахтинский был выделен в самостоятельную административно-территориальную единицу с непосредственным подчинением Азово-Черноморскому крайисполкому[41]. Получив статус города краевого подчинения, Каменск-Шахтинский сохранил за собой статус районного центра Каменского района Азово-Черноморского края до сентября 1937 года.
- 13 сентября 1937 года Азово-Черноморский край был разделён на Краснодарский край и Ростовскую область. Каменск-Шахтинский вошёл в состав Ростовской области в качестве города областного подчинения и являлся районным центром Каменского района.
- С сентября 1937 года по январь 1954 года Каменск-Шахтинский город областного подчинения и одновременно районный центр Каменского района Ростовской области.
- 6 января 1954 года была образована Каменская область (центр области временно находился в городе Шахты)[42]. Город Каменск-Шахтинский стал формально областным центром Каменской области (до августа 1955 года, то есть до того момента, как город Шахты получил официальный статус областного центра) и сохранил за собой статус города областного подчинения и районного центра Каменского района этой же области.
- 19 ноября 1957 года Каменская область была упразднена, а город Каменск-Шахтинский вновь вошёл в состав Ростовской области на правах города областного подчинения и районного центра Каменского района.
- В октябре 1989 года из Каменск-Шахтинского районный центр Каменского района был перенесён в рабочий посёлок Глубокий, при этом статус города областного подчинения он за собой сохранил.
- В марте 2005 года город областного подчинения Каменск-Шахтинский получил статус городского округа с прежним наименованием.
- В состав городского округа «город Каменск-Шахтинский» входят на правах микрорайонов два бывших посёлка городского типа — Заводской (с 2004 года) и Лиховской (с 2005 года).

## Местное самоуправление
Каменск-Шахтинский (включая два отдалённых микрорайона Заводской и Лиховской) — единое муниципальное образование «Город Каменск-Шахтинский» со статусом городского округа.
Главы города 
- Дронов Михаил Андреевич (1940—2016)[44], трижды избиравшийся на этот пост. В сентябре 2009 года ушёл в отставку. Временно его обязанности исполнял первый заместитель главы города Александр Никитич Харин (род. 1952).[источник не указан 1225 дней]
- 14 марта 2010 года в городе прошли досрочные выборы мэра, на которых А. Н. Харин набрал наибольшее число голосов. 26 марта состоялась инаугурация нового мэра.[источник не указан 1225 дней]
- По истечении срока его полномочий, в марте 2015 года, в городе был выбран новый руководитель — глава администрации — Каюдин Олег Эдуардович, переизбранный на эту должность на 3,5 года 27 марта 2017 года.[источник не указан 1225 дней]
- С 23 мая 2018 года обязанности ушедшего в отставку по собственному желанию О. Э. Каюдина исполнял первый заместитель главы администрации города Фетисов Константин Константинович.
15 ноября 2018 года депутатами городской думы он был избран на должность главы исполнительной власти[45].
- 7 сентября 2020 года, после незапланированного приезда в город губернатора Ростовской области В. Ю. Голубева К. К. Фетисов написал заявление об уходе по собственному желанию[46] с поста главы администрации города.
- Его обязанности временно исполнял первый заместитель Александр Срыбный.
- 10 марта 2021 года на внеочередном заседании Каменск-Шахтинской городской Думы депутаты одобрили кандидатуру Владимира Евгеньевича Шевченко (бывшего главу Каменского района) на пост главы администрации города[47]. В июне 2023 года Владимир Шевченко написал заявление на отпуск с последующим увольнением. Официально озвученная причина — уход на пенсию по инвалидности. Его пост тогда же, в июне, занял врио первого зама — начальник экономического отдела Евгений Дронов[48].
- с 2023 года (и. о.) — Евгений Михайлович Дронов.
- с 1 апреля  2024 года — Александр Вячеславович Камоцкий. С ним заключен контракт сроком на 2 года. Е. М. Дронов назначен его первым заместителем.

## Символика

### Герб

Значок с гербом города

За основу взята французская геральдическая форма щита, который рассечён на две равные части. Левая сторона щита — белого цвета. Это серебро, символизирующее чистоту, надежду, справедливость и благородство. Правая сторона щита — красного цвета, который символизирует любовь, мужество, смелость и великодушие.
В центре щита находится щиток синего цвета с изображением древнего герба казаков Дона — золотой олень, пронзённый чёрной стрелой. Олень — символ мужества и чести мужчин. Голубой цвет символизирует — целомудрие, честность, верность и безупречность женщин. Внизу щитка, у ног оленя — ветвь с тремя листками.
Ниже щитка расположены символические орудия ратного труда: сабля пересекает сверху вниз дротик остриём вниз и готова карать или миловать, так как войсковая сабля является тем же, что и «меч правосудия». Вся символика жёлтого цвета — означает веру, справедливость, милосердие, смирение, могущество, знатность, постоянство и богатство.
Ещё ниже — волна голубого цвета — символ реки Северский Донец, на которой находится город.

### Флаг
Флаг (утверждён в 2015 году) представляет собой полотнище с пропорциями 2:3, разделённое по вертикали на равные белую и красную части. В центре в 1/3 от верхнего края над расположенным в 1/3 от нижнего края узким сине-голубым, выщербленно-изогнутым поясом — изображена золотая, согнутая в кольцо ветвь, внутри которой на лазоревом поле изображён идущий золотой олень, пронзённый чёрной стрелой.

## Экономика
На территории города — Развита химическая промышленность: ФКП «Комбинат „Каменский“» (с производством полимеров), ПАО «Каменскволокно» с заводом арамидной нити (находящимся на отдельной площадке). Имеются машиностроительные предприятия: ПАО «Машиностроительный завод», АО «КОМЗ-Экспорт» (торговая марка Tigarbo), ООО «Каменский завод транспортного машиностроения», ООО «Спецмаш», а также ОАО «Каменский нефтеперегонный завод», ООО «Каменский завод газоиспользующего оборудования», ПАО «Каменский стеклотарный завод», кирпичный и деревообрабатывающий заводы, Каменская ТЭЦ, АО «Глория Джинс».
В городе размещено крупное торговое предприятие «Диорит», развивающее федеральную торговую сеть продажи бытовой техники «Пульсар».
За 1990-е годы в городе перестали существовать такие предприятия как винно-водочный завод, пивзавод, мясокомбинат, городской молочный завод, маслозавод, городской пищекомбинат, а в 2023 году прекратила свою работу кондитерская фабрика. Из пищевых предприятий остался хлебокомбинат; существуют некоторые другие вновь появившиеся предприятия.

### Финансы, страхование и развитие бизнеса
Имеются представительства и отделения крупных банков («Сбербанк», «Промсвязьбанк», «Россельхозбанк», «ВТБ») и страховых компаний («Росгосстрах», «РОСНО», «Военно-Страховая компания»).

### Транспорт

#### Железнодорожный транспорт

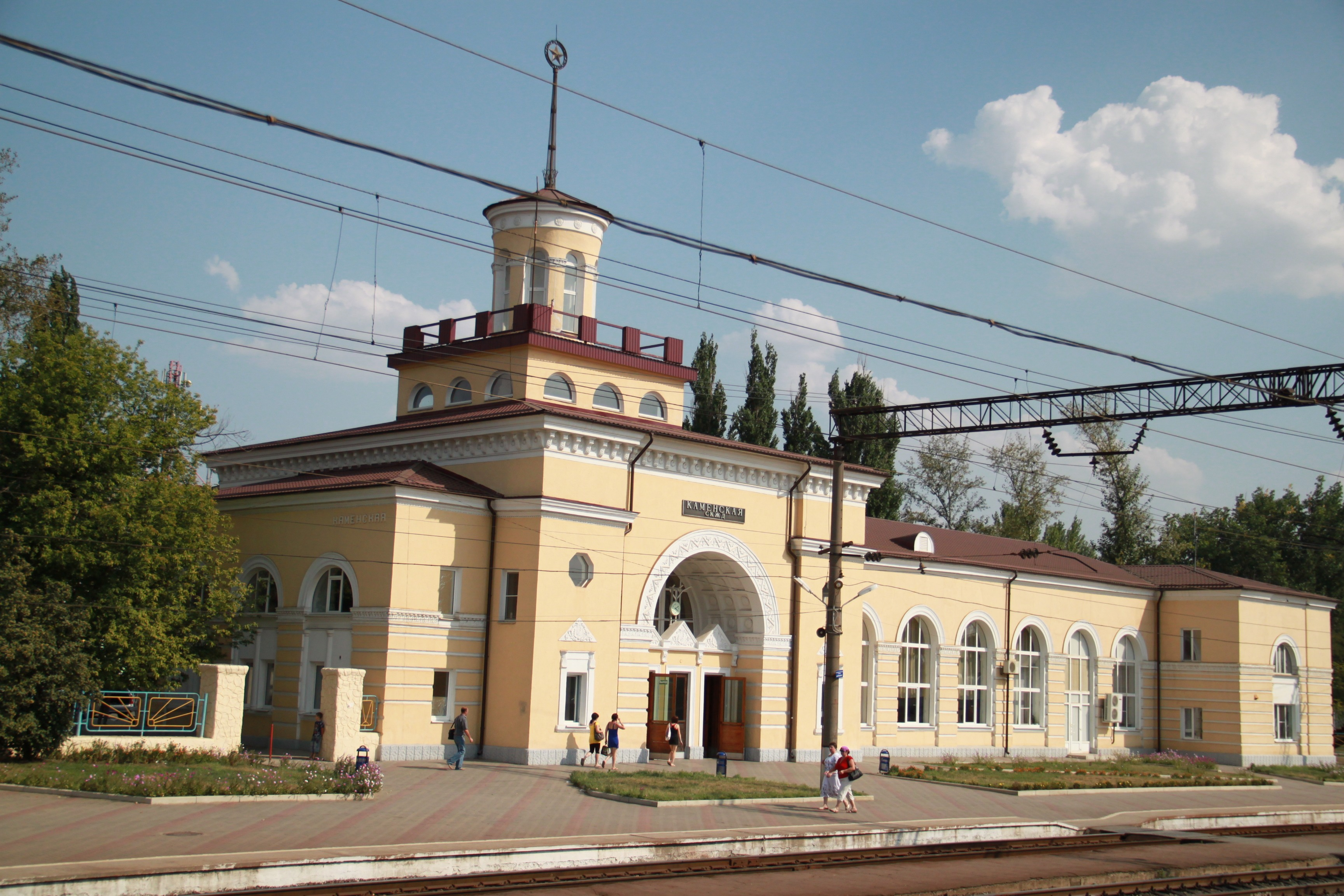
Вокзал станции Каменская

На территории города Каменск-Шахтинский расположены две железнодорожные станции Северо-Кавказской железной дороги — Каменская на линии Миллерово — Ростов-Главный и крупная узловая станция Лихая (в микрорайоне Лиховской) направлений на Миллерово, Ростов-Главный, Морозовскую и Гуково. Через указанные станции осуществляется пассажирское движение поездов дальнего следования и пригородного сообщения, а также движение грузовых поездов.

#### Автомобильный транспорт

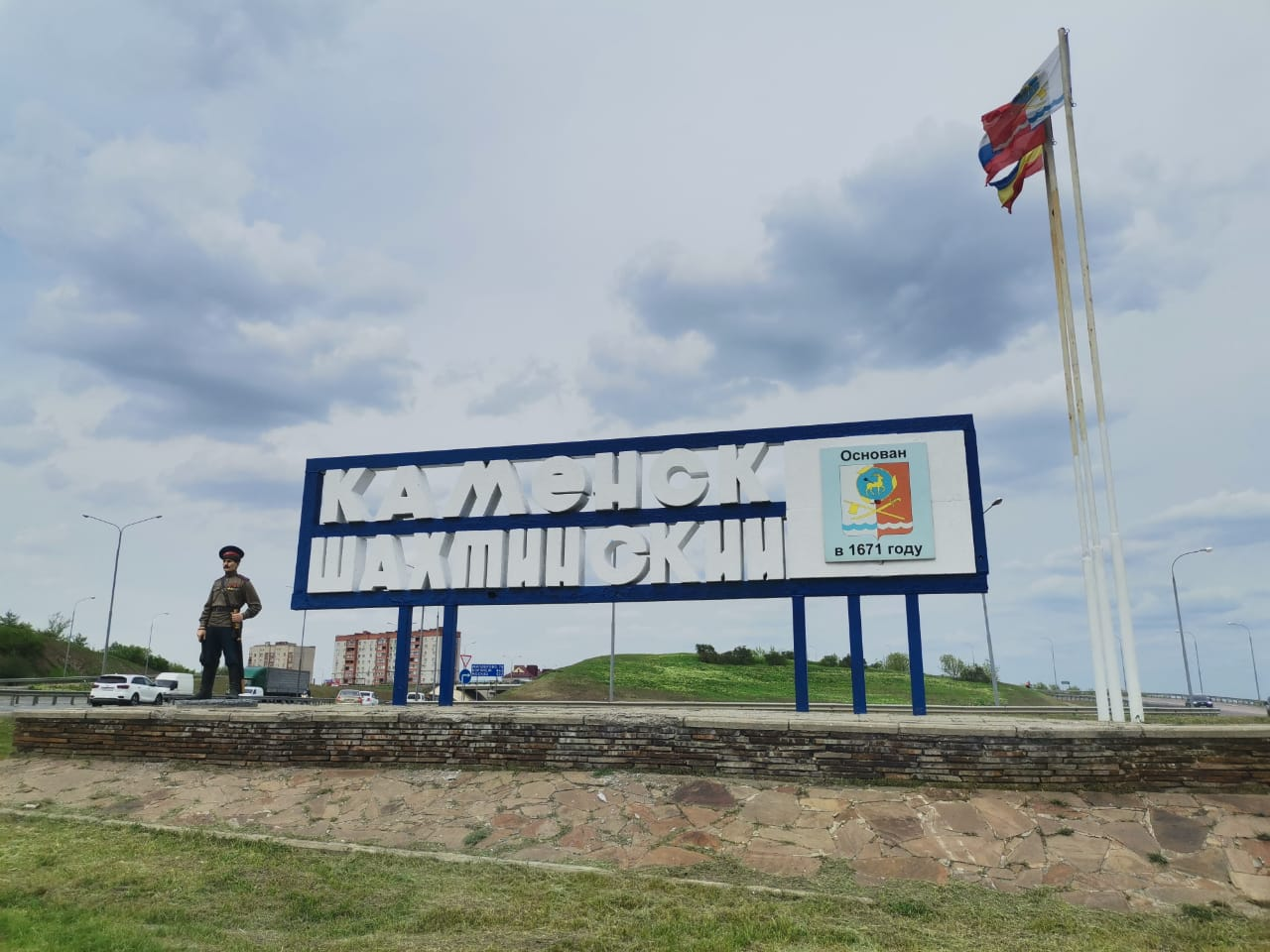
Стела на южном въезде в город

Через территорию городского округа Каменск-Шахтинский проходят автомобильные дороги федерального значения М4 «Дон» Москва — Новороссийск, E 40М21 Волгоград — Кишинёв, а также автодороги регионального и местного значения.
Имеются железнодорожный мост, автомобильный мостовой переход через Северский Донец (на магистрали М-4) и один автомобильный мост (ранее автогужевой) через Северский Донец (сооружён в 2019 году).
В городе Каменске-Шахтинском имеется остановочный пункт ПАО «Донавтовокзал», через который осуществляется автобусное сообщение с областным центром — городом Ростовом-на-Дону, другими населёнными пунктами Ростовской области и других субъектов Российской Федерации.
В 2021 году на автодороге М4-Дон на въезде в город со стороны Ростова-на-Дону была обновлена стела-памятник.

#### Городской общественный транспорт
В соответствии с Реестром на территории муниципального образования «Город Каменск-Шахтинский» действуют 25 маршрутов автобусов, из которых 18 маршрутов обслуживается ОАО «Каменское ПАТП» (маршруты № 1, 1д, 2, 2д, 3, 5, 6, 8б, 12, 13, 15, 17, 18, 22, 23, 25, 115, 10) и 7 маршрутов обслуживается ООО «АВВА-Транс» (маршруты № 14д, 14, 24, 8, 8а, 9, 24д).

### Связь
Фиксированная
Ростелеком, Дарья
Мобильная
Билайн, МегаФон, МТС, Tele2
Интернет

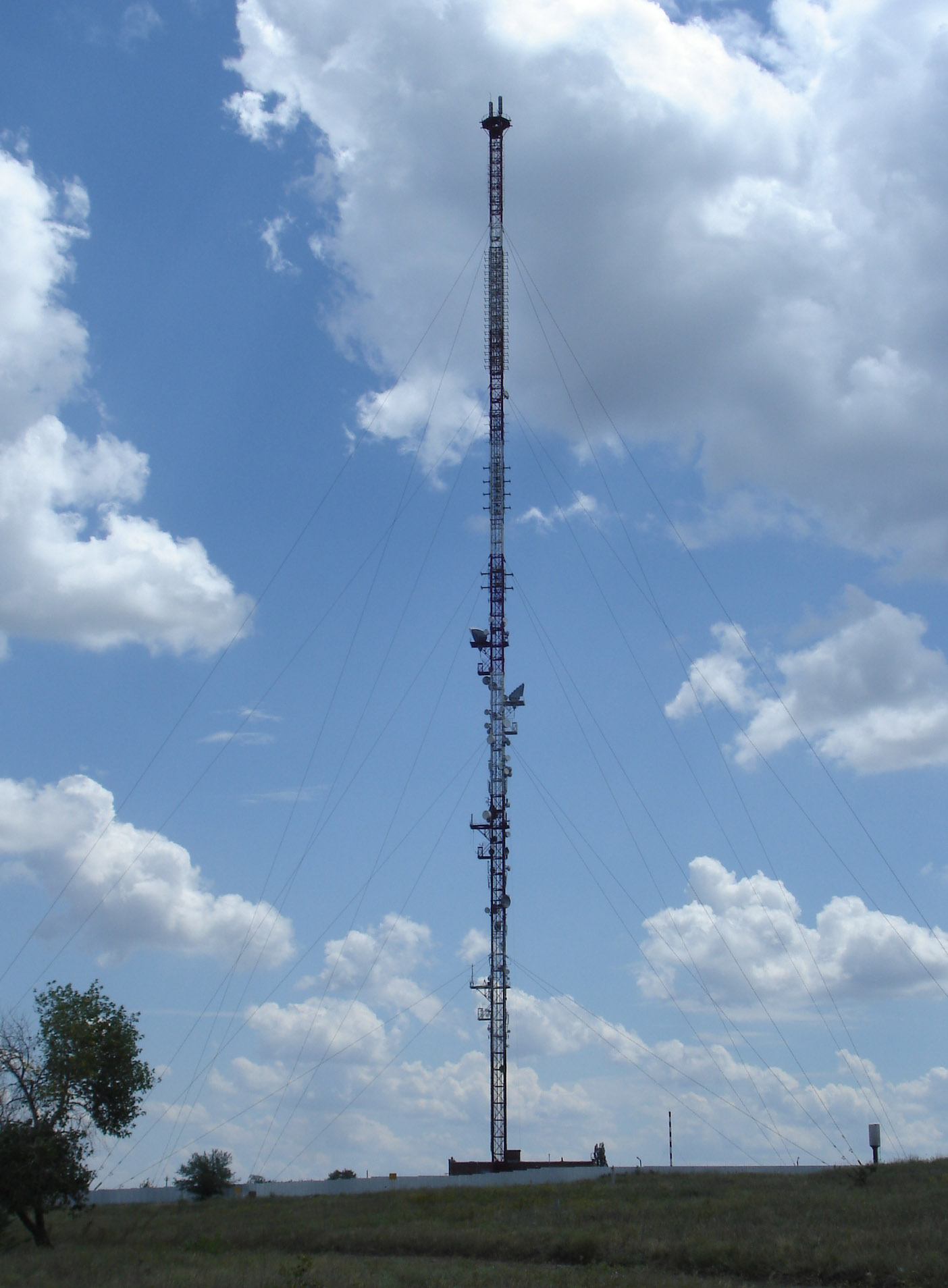
Мачта РТПС

Ростелеком, Дарья, Каменский Интернет, Билайн, МегаФон, МТС
В городе находится мачта радиотелевизионной передающей станции (РТПС) федерального государственного унитарного предприятия РТРС, филиал «Ростовский ОРТПЦ» (сооружена в 1976 году, высота 250 м). Ранее аналогичная мачта располагалась в районе хутора Скородумовка (ныне в составе Старой Станицы) на левом берегу реки Северский Донец (точно в створе улицы Ленина, если смотреть в сторону реки).
Первым оператором фиксированной связи, предоставляющим услуги Интернет, был «Ростелеком»; затем появился альтернативный оператор связи — «Дарья», ставший также оказывать услуги фиксированной связи и передачи данных. На сегодня услуги Интернет предоставляет вся четвёрка операторов мобильной связи — «Билайн», «МегаФон», «МТС» и «Теле2». Первым сайтом Каменска стал ресурс, посвящённый истории города; первый городской портал был создан сотрудниками ЮРГТУ (НПИ) в 2003 году. На сегодня самым популярным интернет-ресурсом города является сайт еженедельной газеты «ПИК».

### Сфера обслуживания
Наиболее крупными гостиницами в городе являются «Восход» и «Донец», построенные соответственно в 1968 и 1971 годах, а также открытая в 2009 году четырёхзвёздочная гостиница «Грант». В 2015 году у реки Северский Донец открыта база отдыха «Венеция» с гостиницей, рестораном и развлекательными заведениями. В 2018 году вблизи федеральной автодороги М-4 открыта трёхзвёздочная гостиница «Парк-отель „Патриот“». Также имеется несколько небольших гостиниц и гостевых домов.

## Культура

Памятная стела на площади Платова

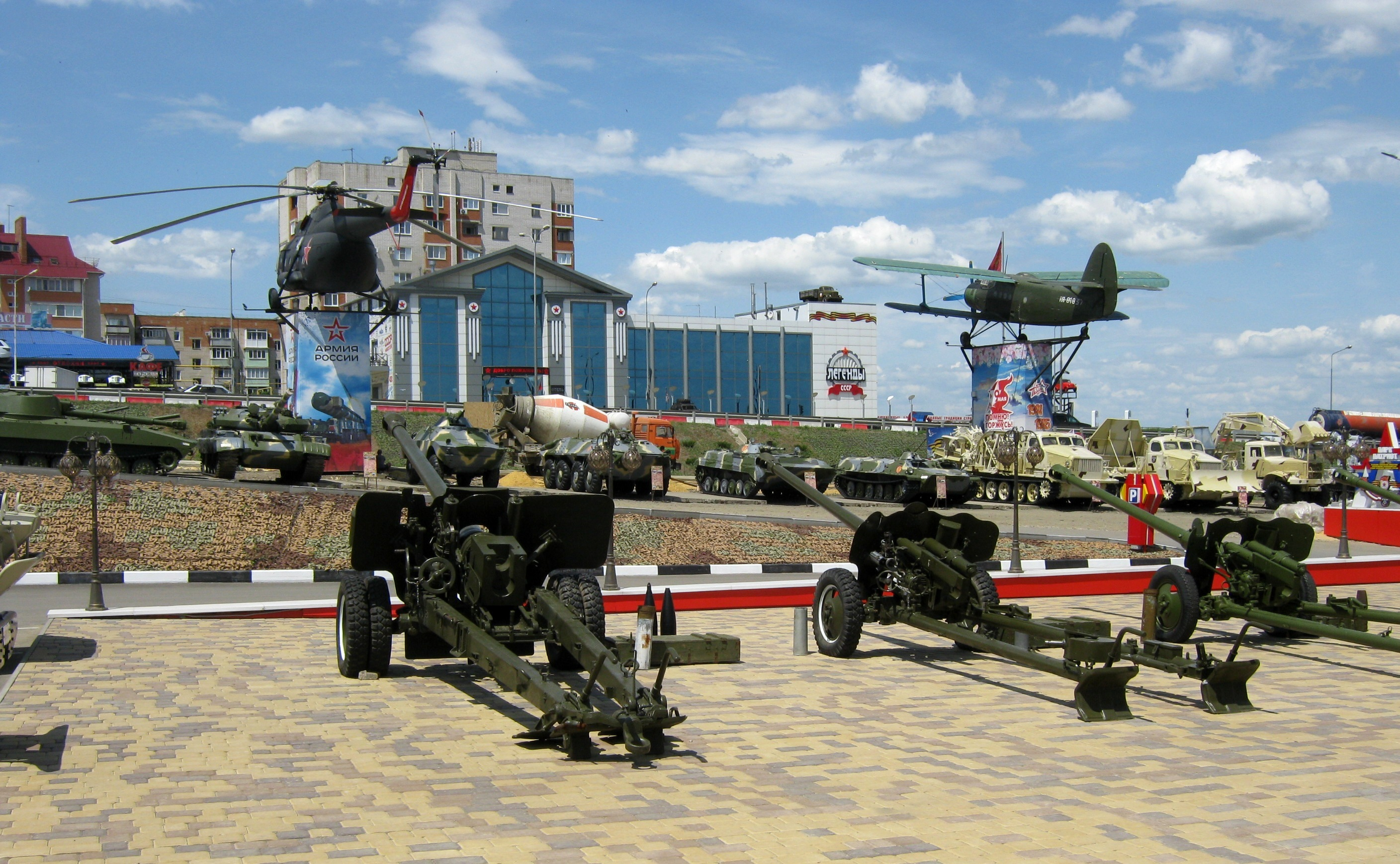
Парк «Патриот» в Каменске-Шахтинском

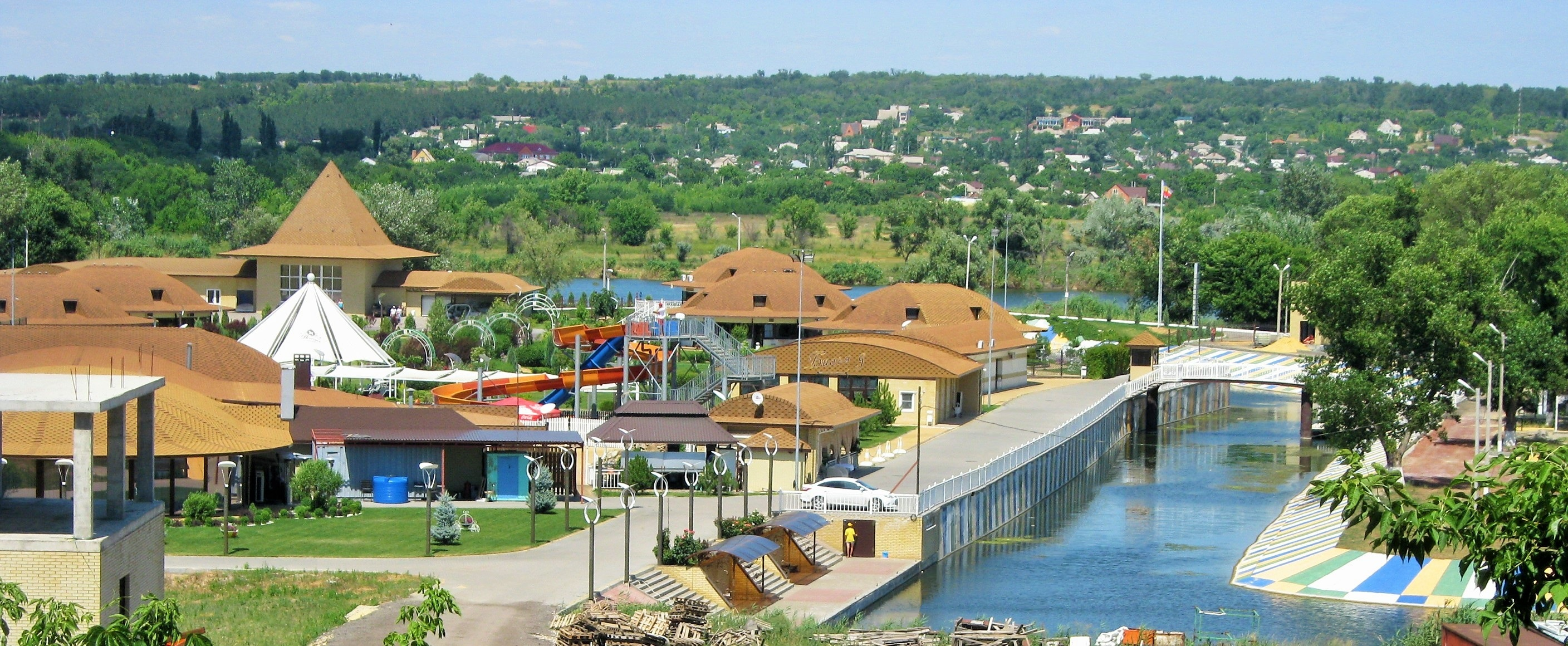
База отдыха «Венеция»

В городе находятся Каменский музей декоративно-прикладного искусства и народного творчества, дворец культуры им. Гагарина (в 2016 году в прилегающем парке установлен памятник Ю. А. Гагарину), дворец культуры им. Маяковского, а также дворец культуры железнодорожников в микрорайоне Лиховском и дворец культуры машиностроителей в микрорайоне Заводском.
Имеются четыре парка отдыха — им. Горького (первоначально городской сад), им. Платова, им. Гагарина (реконструирован в 2019 году) и им. Маяковского, на территории которого расположены санаторий-профилакторий «Северский Донец» и краеведческий музей природы Донского края «Дом природы». На центральной площади Труда расположен мемориально-парковый комплекс. Установлены памятники В. И. Ленину, М. В. Кривошлыкову, Ф. Г. Подтёлкову, М. И. Платову, Д. М. Карбышеву.
Библиотечная сеть Каменска-Шахтинского представлена 5 учреждениями (Центральная библиотека им. М. Горького, Центральная детская библиотека им. А. Гайдара, библиотека им. Н. Островского, а также библиотеки двух микрорайонов города).
Имеется народный театр «У креста», созданный в 1998 году (режиссёр М. Яжук). В декабре 2011 года был организован военный духовой оркестр каменского гарнизона (руководитель Александр Звонов). Также действуют церковные хоры Свято-Покровского храма — «Знамение» и «Светоч» (руководитель Людмила Волощук).
«Каменский музей декоративно-прикладного искусства и народного творчества» основан 19 апреля 1969 года. Всего в фондах музея находится более 33 тысяч предметов (единиц хранения). Коллекции музея, экспонирующиеся в двенадцати залах, отражают историю территориального, этнического и социального формирования обширного района Ростовской области, связанную с яркими событиями и талантливыми людьми. Музей располагает многопрофильной коллекцией, включающей в себя археологию, палеонтологию, нумизматику, фонд редкой книги, живопись, декоративно-прикладное искусство, а также работами таких известных художников как Я. Д. Минченков, В. Г. Лазарев.
Музей «Легенды СССР» — тематический музей в городе Каменске-Шахтинском Ростовской области. Экспозиция музея посвящена тематике быта, автомобилестроения, промышленности времён СССР, технике и оружию времён Великой Отечественной войны. 2 мая 2016 года был открыт первый зал музея площадью 800 м², 9 мая 2017 года — второй зал площадью 730 м².
Тематический парк — музейный комплекс военной техники «Патриот» — филиал военно-патриотического парка культуры и отдыха Вооружённых Сил Российской Федерации «Патриот» в Кубинке (Московская область). Открыт 26 мая 2018 года. Экспозиция комплекса постоянно пополняется.

## Образование
Муниципальная система образования города Каменск-Шахтинский, включая микрорайоны Лиховской и Заводской представлена образовательными учреждениями различных типов и видов:
Высшее профессиональное образование
- Каменский институт (филиал) ЮРГПУ(НПИ) им. М. И. Платова

Среднее профессиональное образование
- Каменск-Шахтинский медицинский колледж;
- Каменск-Шахтинский техникум строительства и автосервиса;
- Каменский педагогический колледж;
- Каменский химико-механический техникум;
- Лиховской техникум железнодорожного транспорта — филиал РГУПСа (расположен в микрорайоне Лиховской).

Среднее общее образование
В Каменске имеется 8 школ (МБОУ СОШ № 1, 2, 3,7,9, 10, 11, 14), один лицей (№ 5), и одна гимназия (№ 12), а также работают 3 школы в микрорайоне Лиховском (МБОУ СОШ № 17,18,20) и одна школа в микрорайоне Заводской (МБОУ СОШ № 8).
Дошкольное образование
В городе Каменске-Шахтинском расположено 22 детских сада (№ 2, 4, 6, 8, 9, 10, 11, 12, 13, 14, 17, 21, 23, 27, 28, 31, 32, 33, 34, 36, 38, 40), в микрорайоне Заводском — 4 детских сада (№ 1, 25, 29, 37) и в микрорайоне Лиховском — 4 детских сада (№ 7, 15, 24, 26).
Дополнительное образование
- Центр развития творчества детей и юношества
- Станция юных техников
- Станция юннатов
- Детская школа искусств имени Я. Д. Минченкова
- Детская музыкальная школа
- Детско-юношеская спортивная школа олимпийского резерва.
- Детско-юношеская спортивная школа олимпийского резерва № 2

## Медицинские учреждения[57]
- МБУЗ «Центральная городская больница» г. Каменск-Шахтинского (включает круглосуточный стационар на 435 коек, поликлиническое отделение для взрослых на 632 посещения в смену, поликлиническое отделение для детей на 250 посещений в смену, перинатальный центр, женская консультация, отделение скорой медицинской помощи).
- МБУЗ «Городская больница № 1» г. Каменск-Шахтинского, бывшая медсанчасть Каменского Химкомбината (включает стационар на 99 коек и поликлиническое отделение на 206 посещений в смену).
- МБУЗ «Городская поликлиника № 1» г. Каменск-Шахтинского (на 124 посещения в смену с дневным стационаром на 10 мест), расположена в микрорайоне Заводском.
- МБУЗ «Стоматологическая поликлиника» г. Каменск-Шахтинского (на 450 посещений в смену).
- Поликлиника № 4 на станции Лихая НУЗ «Дорожная клиническая больница» на станции Ростов-Главный ОАО «РЖД»(на 200 посещений в смену, с дневным стационаром на 20 койко-мест).
- Лечебно-профилактический медицинский центр «Наша клиника»[58].

## СМИ
Газеты:
- «Труд» — старейшая газета города, основана в сентябре 1930 года[59].
- «Каменские вести» — приложение к газете «Труд».
- «ПИК» — еженедельник, издающийся с января 1995 года.
- «Дела» — газета бесплатных объявлений.

Радиостанции:
| УКВ-1, МГц: - 70.28 — (Молчит) Радио России / ГТРК Дон-ТР (4 кВт) - 72.02 — (Молчит) Радио Маяк (4 кВт) | УКВ-2, FM, МГц: - 87.7 — Русское радио (100 Вт) - 88.5 — Элит FM (100 Вт) - 89.0 — Радио Дача (100 Вт) - 89.6 — Авторадио (100 Вт) - 90.0 — Радио России / ГТРК Дон-ТР (100 Вт) - 90.5 — FM-на-Дону (500 Вт) - 91.0 — Вести FM / FM-на-Дону (500 Вт) - 100.0 — Радио Монте-Карло (100 Вт) - 101.6 — Радио ENERGY (100 Вт) - 102.5 — DFM (100 Вт) - 103.5 — Ретро FM (100 Вт) - 104.2 — Малина FM (100 Вт) - 105.3 — Юмор FM (100 Вт) - 107.5 — Европа Плюс (100 Вт) |

Телевидение:
| - 5 ТВК — Первый канал (5 кВт) - 7 ТВК — (100 Вт) - 9 ТВК — Россия 1 / ГТРК Дон-ТР (5 кВт) - 12 ТВК — ТНТ / Северский Донец (100 Вт) - 21 ТВК — Дон 24 (100 Вт) - 23 ТВК — Матч ТВ (100 Вт) - 25 ТВК — (1 кВт) - 33 ТВК — (ПЛАН) 3-й мультиплекс цифрового ТВ - 35 ТВК — Пятый канал (1 кВт) - 39 ТВК — 1-й мультиплекс цифрового ТВ - 49 ТВК — (100 Вт) - 56 ТВК — 2-й мультиплекс цифрового ТВ | В аналоговом формате в ряде частей города доступны телеканалы, вещающие из ЛНР. - Луганск 24 - Матч ТВ - Россия 1 - НТВ |

## Физкультура и спорт

Граффити «Герои Донского края» в честь Ульяны Донсковой

В городе развивается плавание, спортивная и художественная гимнастика, спортивные единоборства, велоспорт. Хоккейная команда Каменска-Шахтинского, носит название «Каменск» и выступает в дивизионе «Любитель 40+» Ночной хоккейной лиги Ростовской области. Свои матчи она проводит на площадке ледового дворца «Шахтинец» в городе Шахты.
Футбол
Футбол в Каменске получил развитие в середине прошлого столетия. Первой командой, представляющей производственное объединение «Химволокно», стала «П/Я-25». Затем она меняла названия на «Текстильщик», «Химик» и «Прогресс». В первенстве страны «Прогресс» выступал под названиями: «Прогресс» (1963—1970), ФК «Каменск» (1996—1997), СК «Прогресс» (2002—2014).
В 2009—2011 годах в чемпионате Ростовской области город Каменск представляла также футбольная команда «ДПС». Свои домашние матчи она проводила тоже на стадионе «Прогресс». С 2012 года команда не выступает.

## Религия
В городе функционирует несколько православных храмов, среди которых — Церковь Покрова Святой Богородицы (2003), Церковь Троицы Живоначальной (1998) и Храм Всех святых, в земле Российской просиявших (2014).

Действующие храмы
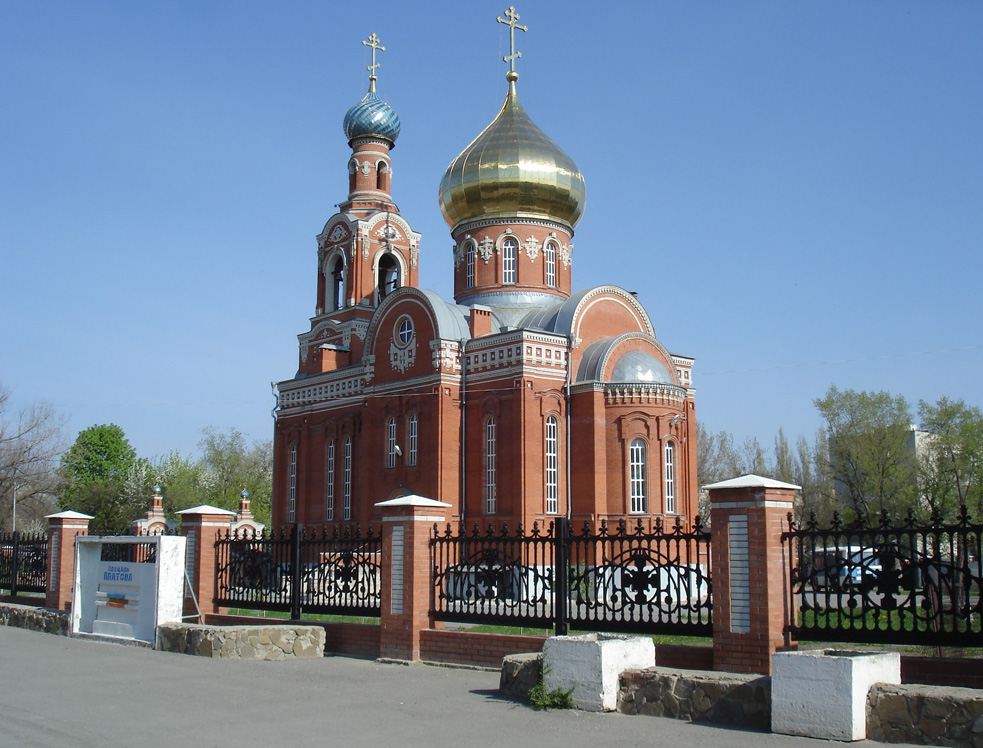
Церковь Покрова Святой Богородицы
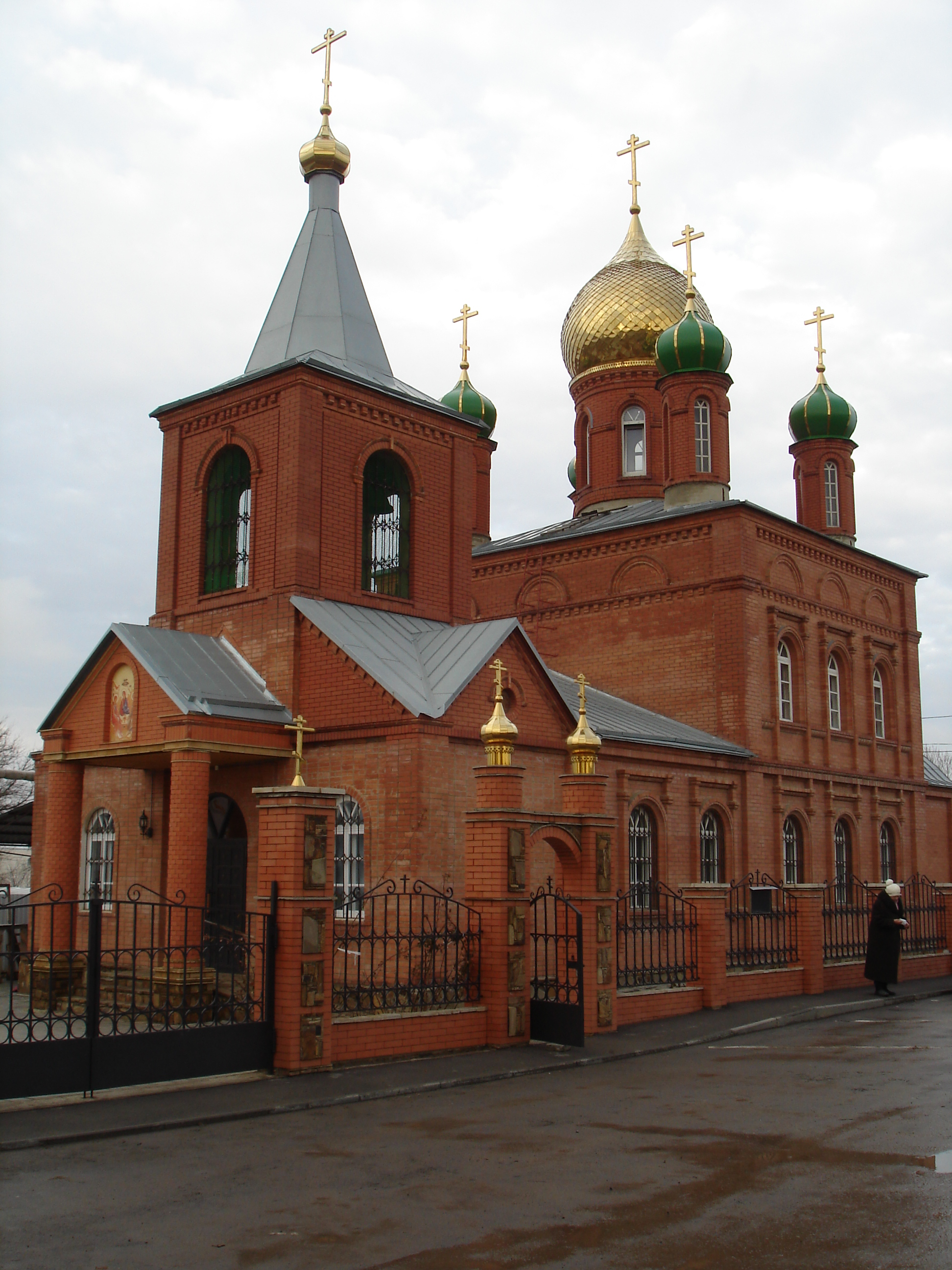
Церковь Троицы Живоначальной
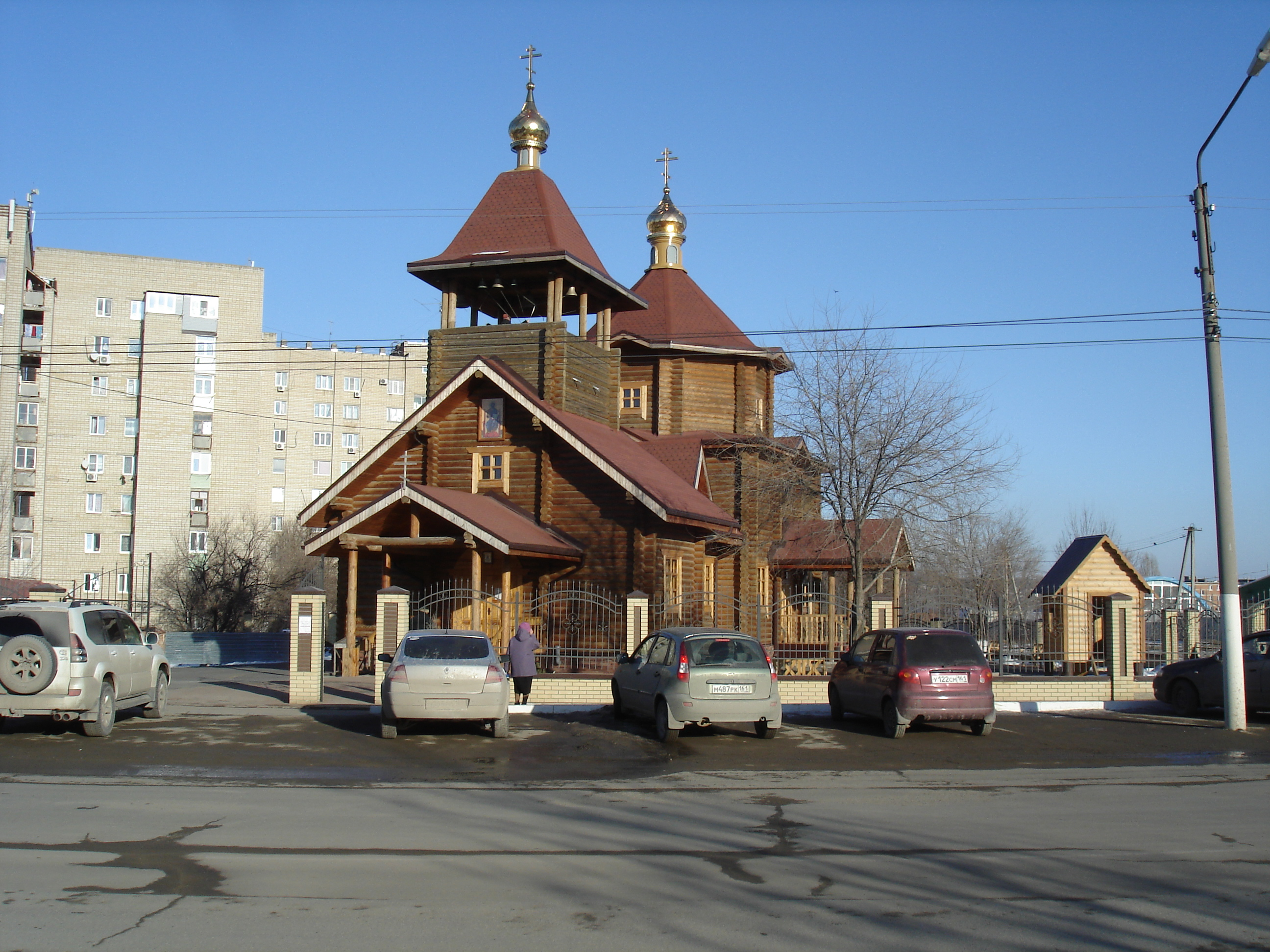
Храм Всех святых, в земле Российской просиявших

Разрушенные храмы
Крест на месте разрушенного храма святых апостолов Петра и Павла
Мемориальная доска на кресте
Крест на месте разрушенного храма во имя Рождества Христова
Мемориальная доска на кресте

## Почётные звания и награды
- В 2001 году городу была присвоено первое место с вручением диплома 1-й степени и денежной премии в конкурсе на звание «Самый благоустроенный город России» за 2000 год с населением до 100 тыс. человек[62].
- В 2005 году в Каменске-Шахтинском было учреждено почётное звание «Слава Каменска», ежегодно присваиваемое ветеранам, передовикам производства, работникам социальной сферы — внёсшим большой личный вклад в развитие экономики и культуры города[63]. Портреты почётных каменчан находятся на Доске почёта на площади Труда.
- В 2009 году городская дума учредила медаль «Заслуженный каменчанин».
- 25 апреля 2020 года город был удостоен почётного звания «Город воинской доблести Ростовской области». 8 мая 2021 года ко Дню Победы на аллее проспекта Карла Маркса у городской набережной был открыт памятный знак «Каменск-Шахтинский — Город воинской доблести»[64][65].

## Факты

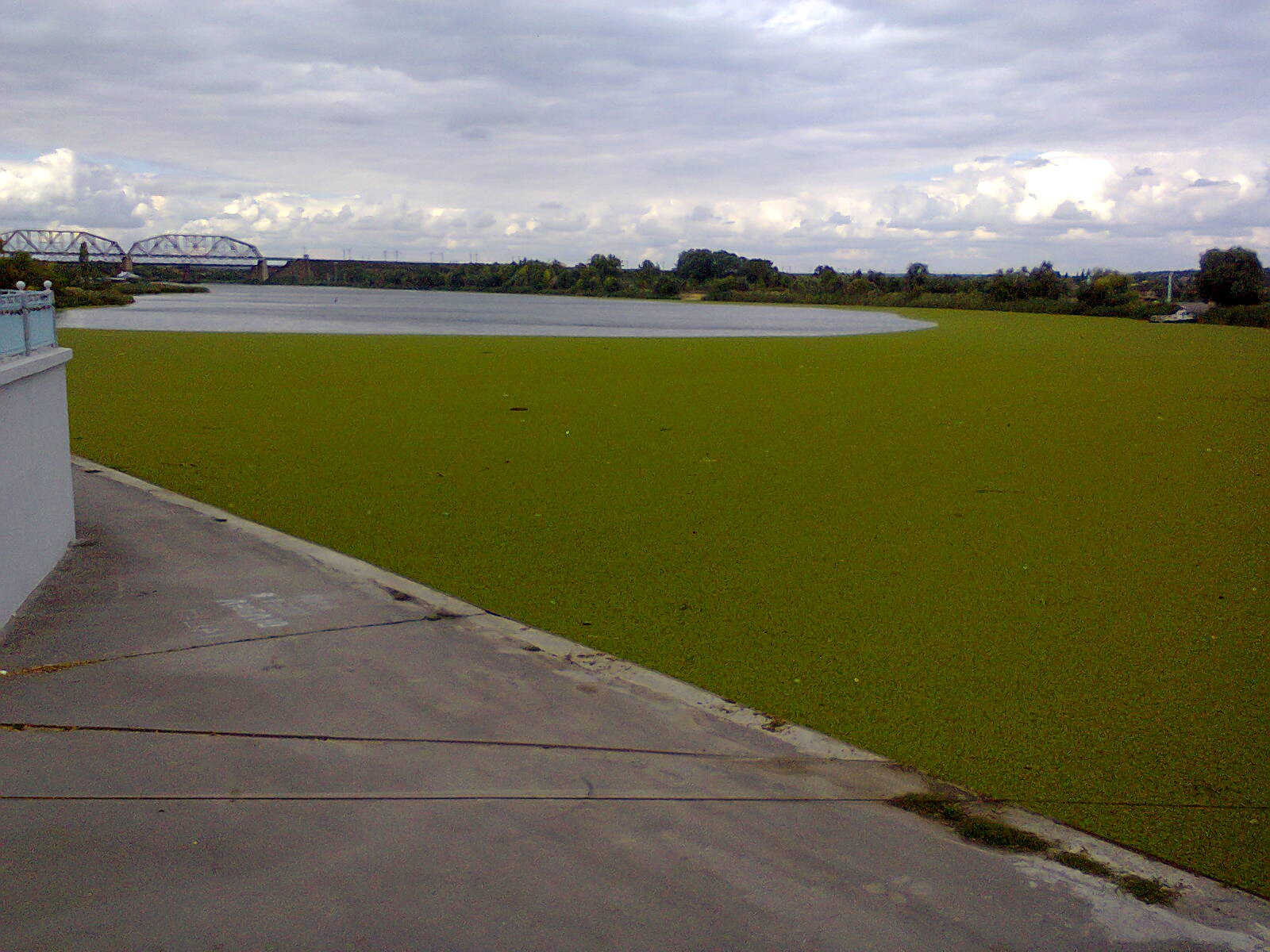
Слой ряски на реке Северский Донец

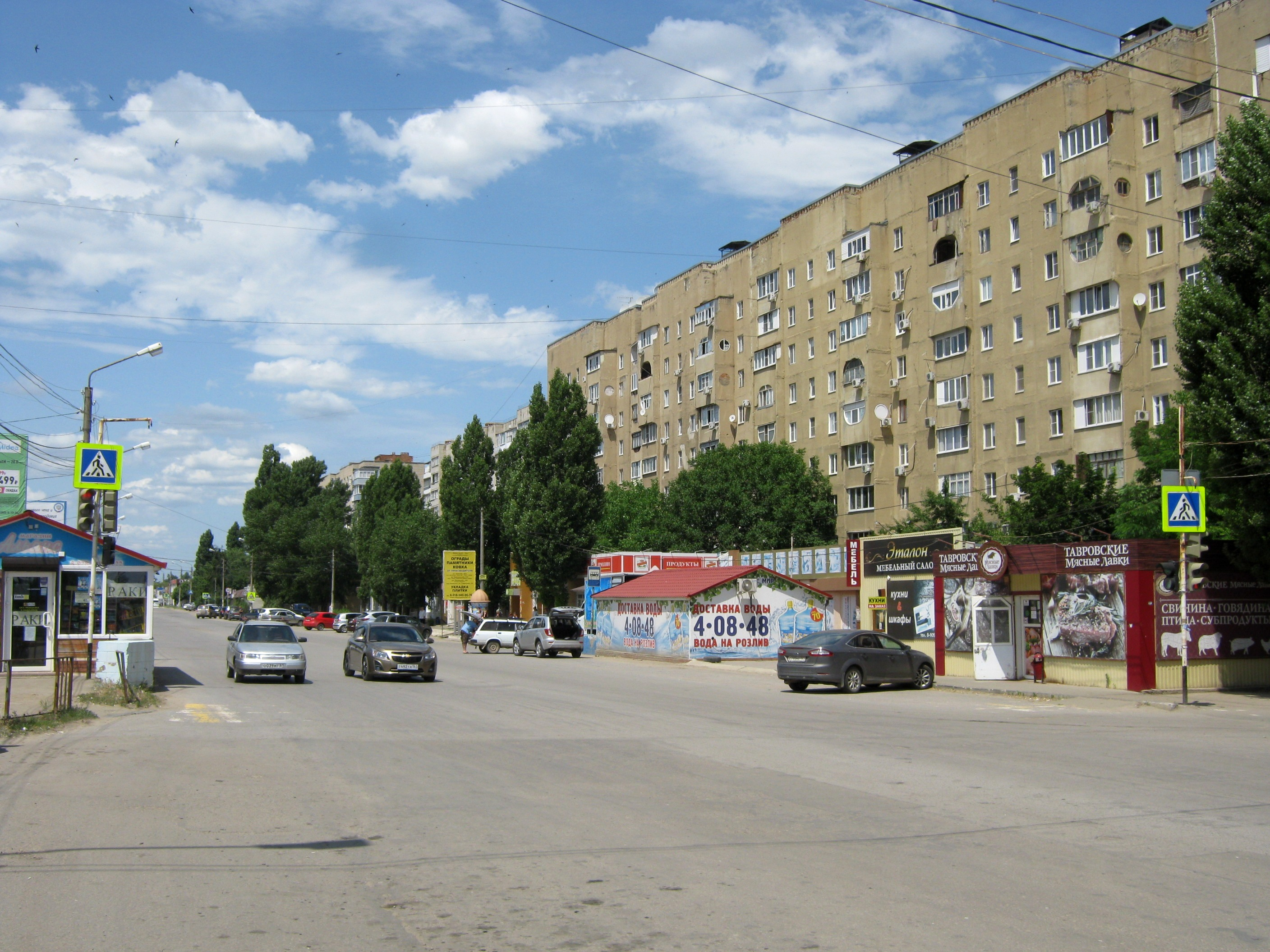
Улица Ворошилова

- Зимой 1877—1878 годов в станице Каменской останавливался публицист и теоретик социализма Г. В. Плеханов. Он написал для народнической газеты «Земля и Воля» две заметки под общим названием «Станица Каменская». Большая часть их была посвящена волнениям казаков в расположенной неподалёку станице Луганской (ныне — станица в 15 км от города Луганска).
- В станице Каменской родился поэт Николай Олейников.
- В 1957—1958 годах кинорежиссёр Сергей Герасимов и его съёмочная группа жили в Каменске во время съёмок фильма «Тихий Дон (1958)»[66]. Некоторые эпизоды фильма снимались в самом городе, некоторые — в расположенной неподалёку станице Багаевской и хуторе Диченском.
- В городе также проходили съёмки художественных фильмов «Дело было, да!?.» (1973) (режиссёр Ф. С. Слидовкер), «Мужской талисман» (1995) (режиссёр Б. C. Галкин) и некоторых эпизодов фильма «Судьба человека» (1959) (режиссёр С. Ф. Бондарчук).
- Главная площадь города — площадь Труда, во времена станицы Каменской носила имя Христорождественская, по названию храма Рождества Христова, возведённого в станице в 1885 году и снесённого в 1960 году. В 1912 году русский авиатор Сергей Уточкин, совершая публичные полёты в некоторых российских городах, побывал в станице Каменской, приземлившись на Христорождественской площади[67].
- Храм во имя Рождества Христова был открыт в 1886 году, он действовал во время Великой Отечественной войны. В 1950 году был закрыт. У храма для фильма «Тихий Дон» снималась сцена массового казачьего молебна по случаю начала войны 1914 года. В 1960 году храм снесён. Сейчас на этом месте находится мемориал погибшим воинам. Также установлен памятный крест о разрушенном храме.
- В 1914 году на Новосёловской улице (впоследствии Петропавловской, ныне — Щаденко) было начато строительство Храма апостолов Петра и Павла, который был возведён под купола, но в связи с Первой мировой войной его строительство было приостановлено. В 1921 году храм был разрушен, на этом месте были образованы сквер и площадь, носившие имя Щаденко. С сентября 2010 года площадь носит имя Платова. На части сквера построен новый храм Покрова Богородицы и установлен памятный крест о разрушенном храме.
- Трое жителей города были участниками эстафеты олимпийского огня Олимпиады-2014: Ульяна Донскова, Александр Пономаренко, Александр Зырянов[68].
- В июне 2012 года в Каменске состоялся российский байк-фестиваль, на котором возле байк-отеля на трассе М4 был открыт памятник погибшим байкерам[69].
- В 1994—1995 годах город принял беженцев из Чечни, в августе 2008 года из зоны грузино-югоосетинского конфликта[70]. В июне-августе 2014 года железнодорожный и автовокзал города стали промежуточным пунктом следования для тысяч беженцев из Луганской области, оставивших свои дома из-за боевых действий на востоке Украины.
- В 2014—2021 годах в Каменске-Шахтинском базировалась миссия ОБСЕ.[71]
- В городе установлено четыре памятника В. И. Ленину — на площади Труда, на пересечении улицы Ленина с проспектом Карла Маркса, в парке им. Маяковского и в микрорайоне Заводском перед дворцом культуры машиностроителей:

Памятники Ленину
На площади Труда
На улице Ленина
В микрорайоне Заводской
В парке Маяковского

Пятый памятник В. И. Ленину был установлен в микрорайоне Лиховской в парке Железнодорожников в 1971 году на месте памятника И. В. Сталину и был снесён в 1990-е годы.
- В 1953 году в Каменске был построен Дворец культуры текстильщиков, и был местом отдыха работников производственного объединения «Химволокно» (ныне Дом культуры имени Гагарина). Его портик состоит из 10 колонн. По бокам находятся ризалиты, на лицевой части которых выполнены барельефы. Также слева и справа от дворца имеются два отдельно стоящих флигеля.

Барельефы на ризалитах дворца культуры
Левый ризалит
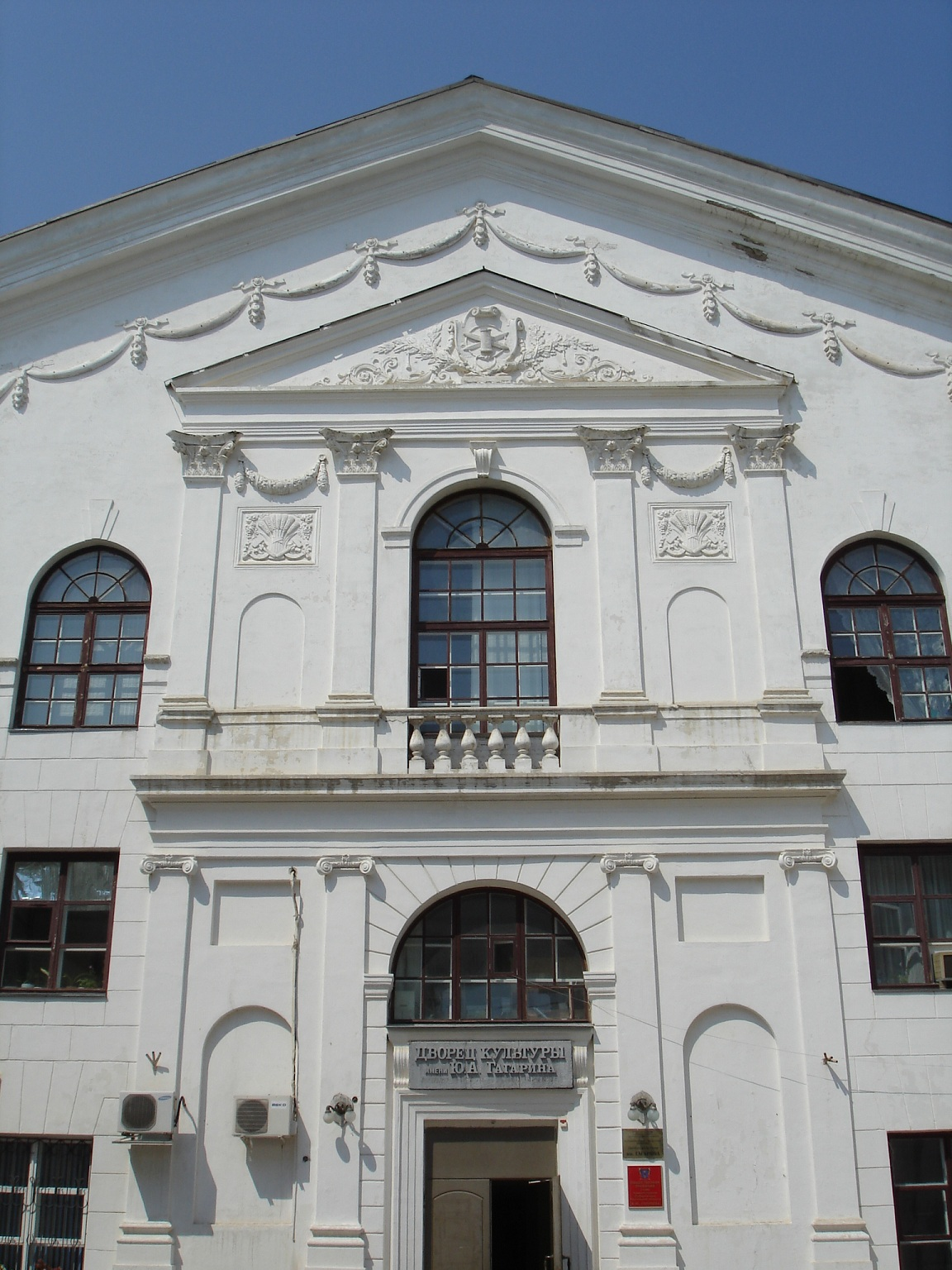
Центральная часть дворца
Правый ризалит

- В январе 1943 года при освобождении города от немецких войск затонул танк Т-34, входивший в состав 56-й мотострелковой бригады 23-го танкового корпуса, пытавшийся форсировать Северский Донец по льду в самом узком месте реки (в настоящее время это набережная города). Танк до сих пор не поднят со дна реки[72].
- Средний танк Т-34-76 установлен в городе в качестве памятника на площади Труда. Эта машина 26 июня 1989 года была поднята из реки Северский Донец под хутором Диченский, отреставрирована и 9 мая 1990 года, к сорокапятилетию Победы, установлена на постамент. Также на площади в начале 1970-х годов установлен двухместный лёгкий танк Т-70. Памятник посвящён танкистам, погибшим в боях за Каменск в январе 1943 года.
- В годы Великой Отечественной войны лётчик лейтенант Михеев, Виктор Илларионович 25 декабря 1942 года в районе города Каменска-Шахтинского совершил воздушный таран[73][74].
- Бои за освобождение Каменска-Шахтинского от немецких войск длились ровно месяц: наступление на город началось 14 января 1943 года, город был освобождён 13 февраля. Бои за город вели воины 60-й гвардейской стрелковой дивизии 3-й гвардейской армии. Благодаря архивным сведениям установлены имена бойцов и командиров Красной Армии, погибших и пропавших без вести в городе Каменске и его окрестностях. Это более 2500 человек. В самом городе захоронено 2326 воинов, известны имена только 372 воинов. Только за один день боя 21 января в районе города погибли 77 бойцов и командиров 855-го стрелкового полка 60-й стрелковой дивизии[75].

| - Абрасулаев К., красноармеец — 1923 г.р. - Авдеев И. А., красноармеец — 1910 г.р. - Адамов В. С., красноармеец — 1912 г.р. - Андрианов В. Н., красноармеец — 1923 г.р. - Арзимуратов А., красноармеец — 1920 г.р. - Баранов В. Е., красноармеец — 1911 г.р. - Богоманов В. И., красноармеец — 1898 г.р. - Боровецкий П. В., красноармеец — 1913 г.р. - Брыкин С. И., красноармеец — 1907 г.р. - Буданок А. Ф., мл. лейтенант — 1906 г.р. - Варешняк П. А., красноармеец — 1915 г.р. - Ворабаев В. Г., красноармеец — 1911 г.р. - Воротов Л. А., сержант — 1900 г.р. - Галиаметов М., красноармеец — 1918 г.р. - Гаплинов И. А., красноармеец — 1901 г.р. - Горбатенко И. Ф., красноармеец — 1910 г.р. - Гукалов В. Ф., красноармеец — 1925 г.р. - Гукалов И. М., ст. сержант — 1916 г.р. - Гундарев В. К., ст. сержант — 1914 г.р. - Джиганши М., красноармеец — 1905 г.р. - Дубовский А. Ф., красноармеец — 1925 г.р. - Дудин Г. Я., красноармеец — 1916 г.р. - Зайцев И. К., красноармеец — 1925 г.р. - Заморин С. Г., мл. лейтенант — ???? г.р. - Игнатьев Г. В., красноармеец — 1910 г.р. - Кавелин С. Ф., красноармеец — 1914 г.р. | - Калмыков Ф. М., красноармеец — 1911 г.р. - Канов Т. Ф., красноармеец — 1913 г.р. - Кирпита Я. С., мл. лейтенент — 1911 г.р. - Киурев Н. Н., красноармеец — 1912 г.р. - Климович М. Т., красноармеец — 1894 г.р. - Коваль С. Г., мл. лейтенант — 1908 г.р. - Константинов В. Д., красноармеец — 1924 г.р. - Кравцов А. Г., красноармеец — 1925 г.р. - Краюшкин П. П., мл. лейтенент — 1920 г.р. - Кузнецов Л. М., красноармеец — 1924 г.р. - Кулаков В. И., красноармеец — 1918 г.р. - Курин А. И., красноармеец — 1908 г.р. - Лесников А. А., красноармеец — 1912 г.р. - Маслаков С. С., мл. лейтенант — 1922 г.р. - Маслов М. С., красноармеец — 1906 г.р. - Межелинин П. И., красноармеец — 1900 г.р. - Мирошниченко Е. Н.,† красноармеец — 1923 г.р. - Мишин П. М., красноармеец — 1916 г.р. - Мищенко И. Я., красноармеец — 1924 г.р. - Москвин П. С., красноармеец — 1904 г.р. - Назаркин Н. Ф., лейтенант — 1923 г.р. - Орлов Н. Н., красноармеец — 1921 г.р. - Первухин Д. Г., красноармеец — 1902 г.р. - Пивоваров А. Д., красноармеец — 1896 г.р. - Пивоваров Г. И., красноармеец — 1924 г.р. - Погарелов Е. В., красноармеец — 1907 г.р. | - Пивоваров И. Д., красноармеец — 1900 г.р. - Пивоваров Я. М., красноармеец — 1900 г.р. - Письменный М. Н., красноармеец — 1911 г.р. - Ревин Г. Н., красноармеец — 1908 г.р. - Северов Н. В., красноармеец — 1925 г.р. - Сереполков Н. И., красноармеец — 1922 г.р. - Солькалов Е. Т., мл. лейтенант — 1923 г.р. - Стахов М. В., красноармеец — 1923 г.р. - Стусов А. А., красноармеец — 1912 г.р. - Сысоев С. Н., капитан — 1918 г.р. - Танцура В. К., красноармеец — 1925 г.р. - Тельнов А. Т., красноармеец — 1906 г.р. - Тюрганов В. Г., красноармеец — 1904 г.р. - Улубаев В. А., лейтенант — 1907 г.р. - Федяй В. Т., старшина — 1911 г.р. - Халупа Г. И., красноармеец — 1911 г.р. - Цаганов П. М., красноармеец — 1899 г.р. - Черевков С. А., красноармеец — 1900 г.р. - Черевков М. Н., красноармеец — 1925 г.р. - Шайтарович В. П., красноармеец — 1925 г.р. - Шандалов В. К., красноармеец — 1924 г.р. - Шбанков А. Ф., красноармеец — 1925 г.р. - Шишкалова Е. Г.,† красноармеец — 1922 г.р. - Шкудабин Н. Ф., красноармеец — ???? г.р. - Ященко И. А., красноармеец — 1912 г.р. † — женщины. |

Памятники на химкомбинате

### Памятные доски
В городе имеются мемориальные доски, посвящённые его истории и соотечественникам.

Богаевскому А.П.
Богаевскому М.П.
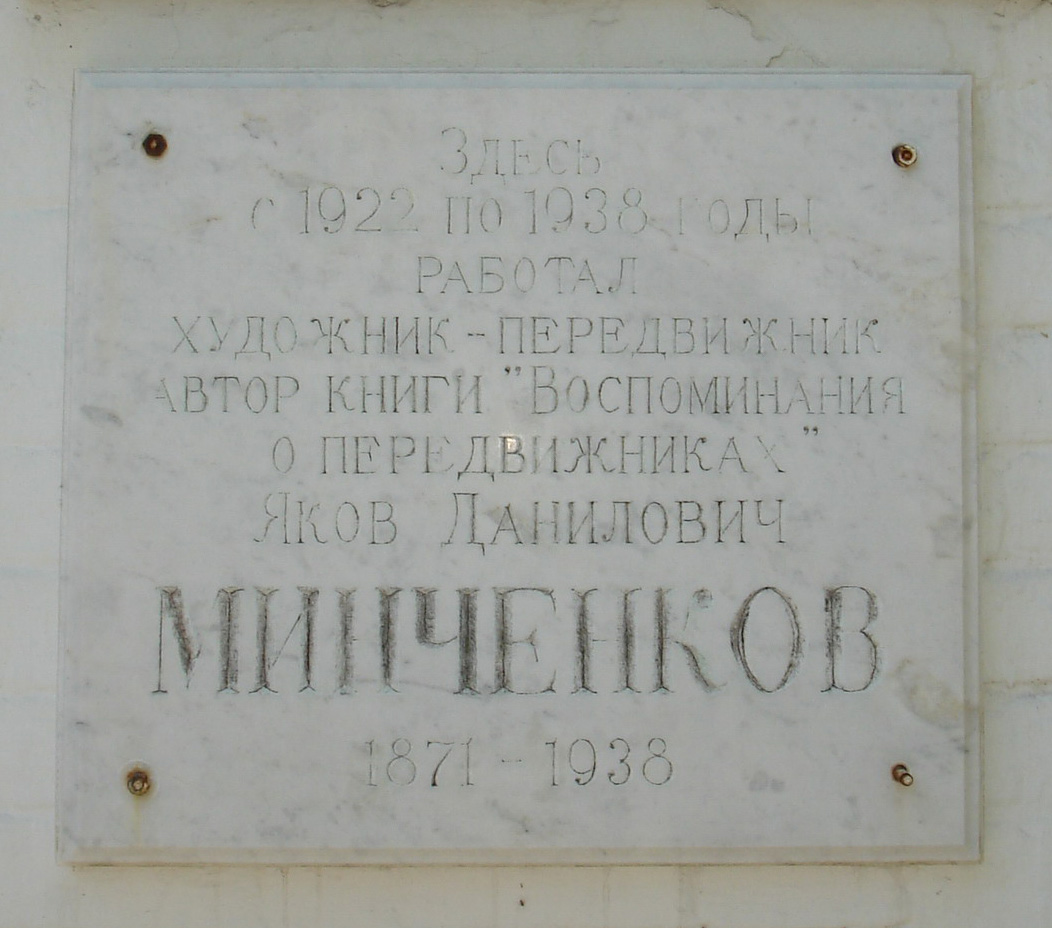
Минченкову Я.Д.
Москалёву А.С.
Платову М.И.
Подтёлкову Ф.Г.
Сапрыгину Б.Д.
Симонову М.П.
Тренёву К.А.
Турову А.С.
Туроверову Н.Н.
Швыряеву П.И.
Штепенко И.Л.
На бывшем штабе 9-й Армии РККА
На здании военно-революционного комитета
На здании по ул. Арсенальной, 1/51
На здании штаба каменской Красной гвардии
На улице Героев-Пионеров
На братской могиле старого кладбища
На постаменте автомобиля ЗИС-5

## Фотогалерея

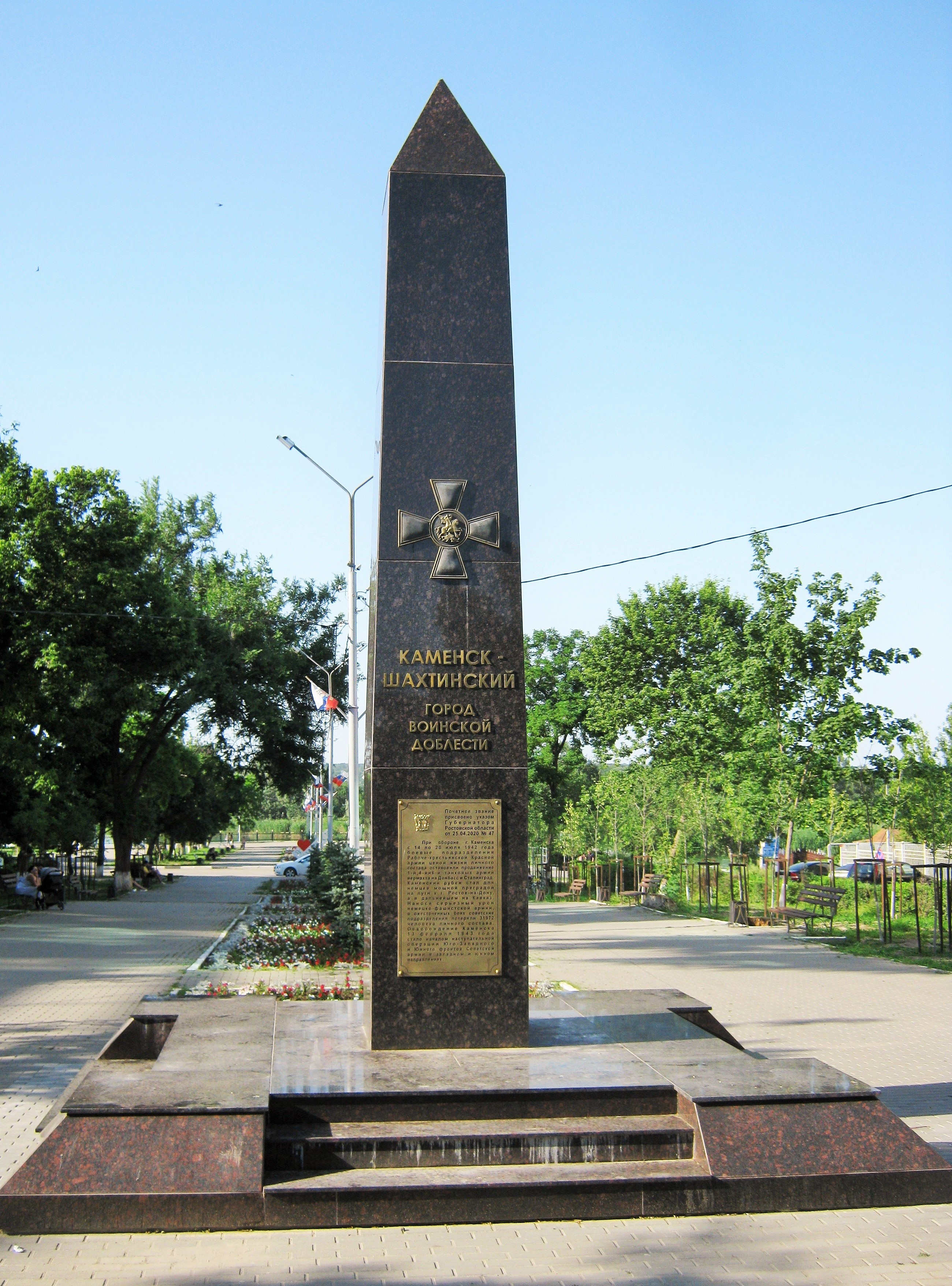
Обелиск «Каменск-Шахтинский — Город воинской доблести»
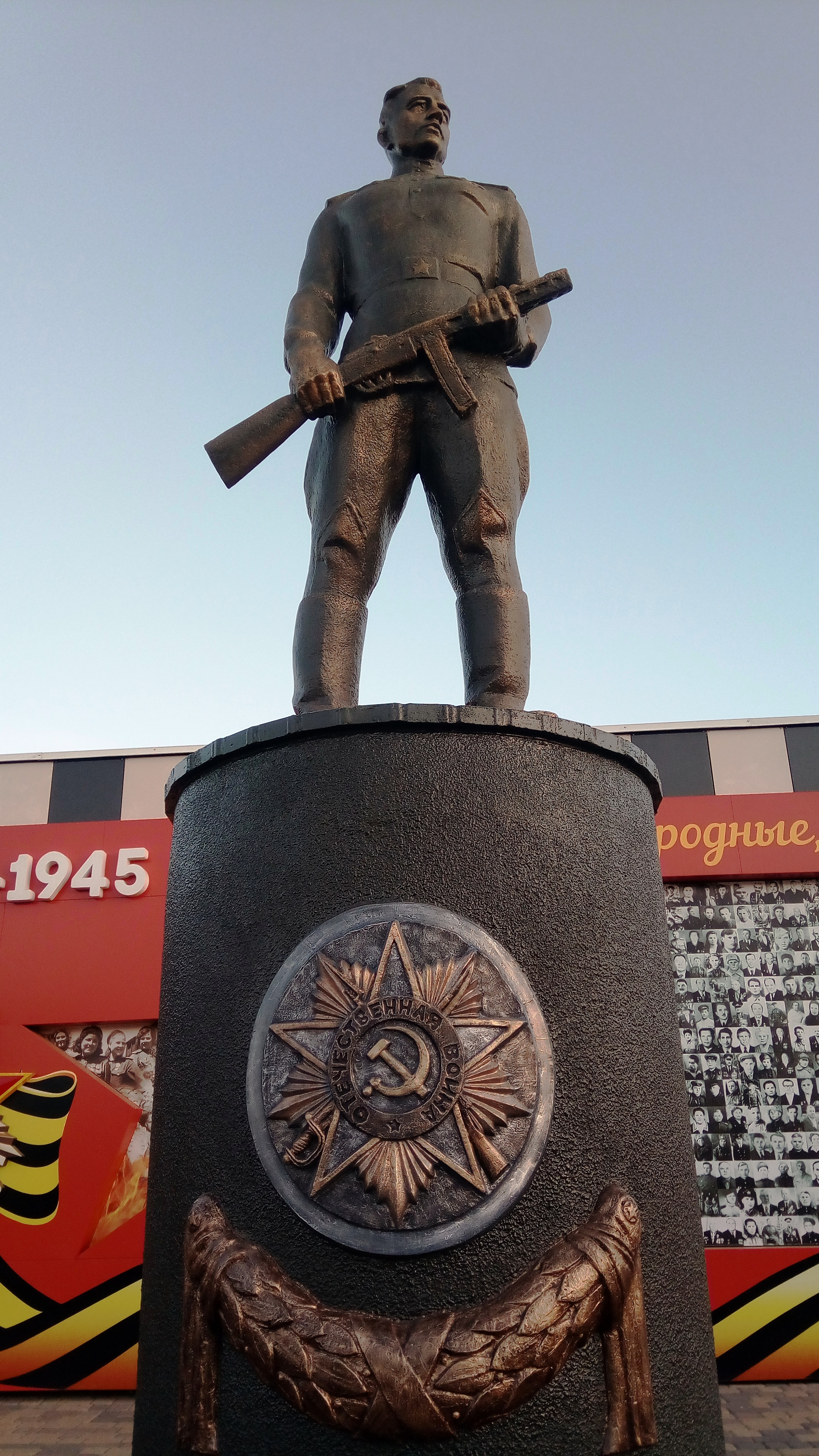
Памятник советским воинам в парке «Патриот»
Бюст маршала Жукова в микрорайоне Заводской
Памятник на братской могиле на старом городском кладбище
Памятник Д. М. Карбышеву в войсковой части 45767
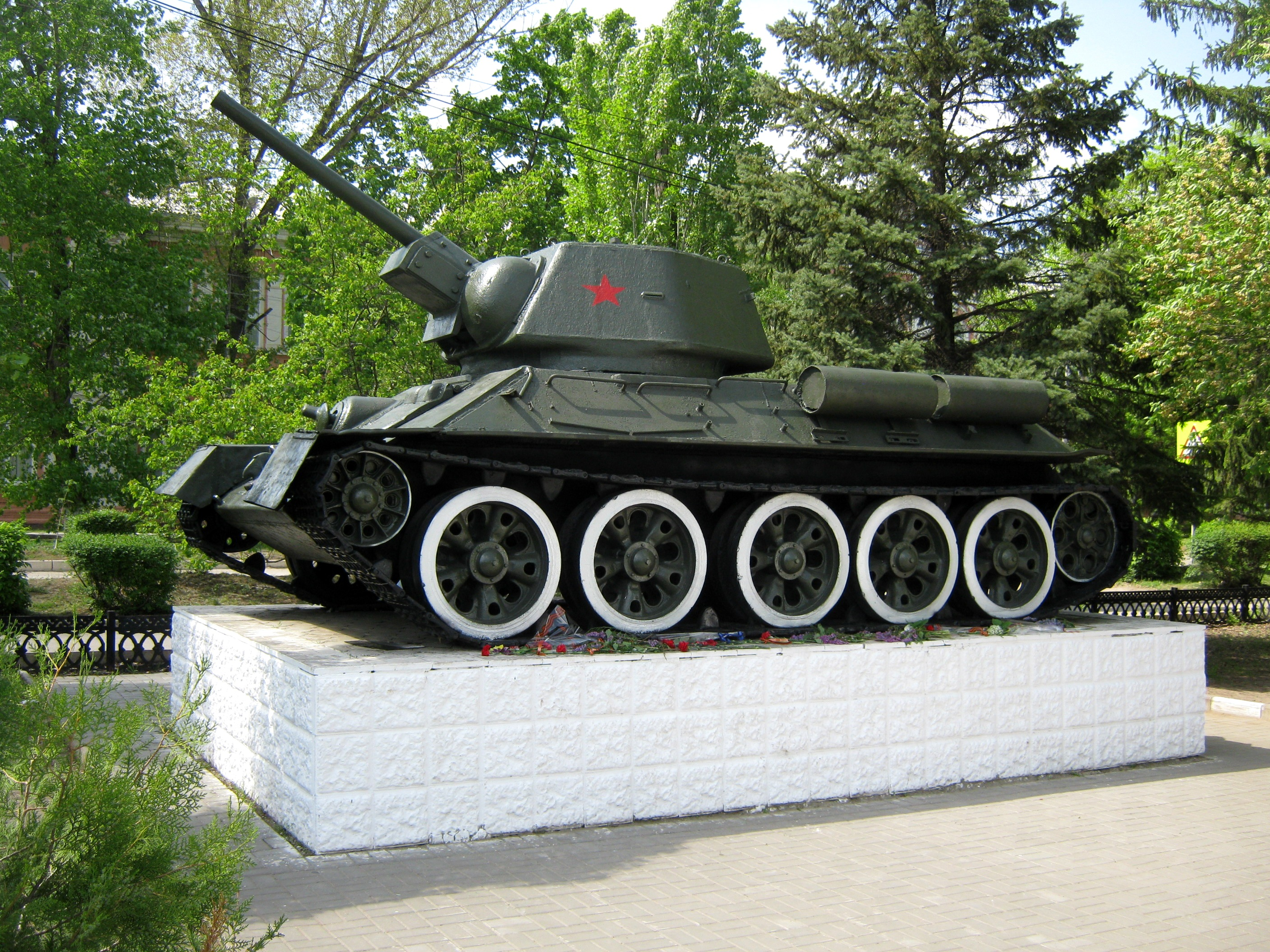
Танк Т-34-85/Т-34-76 на площади Труда
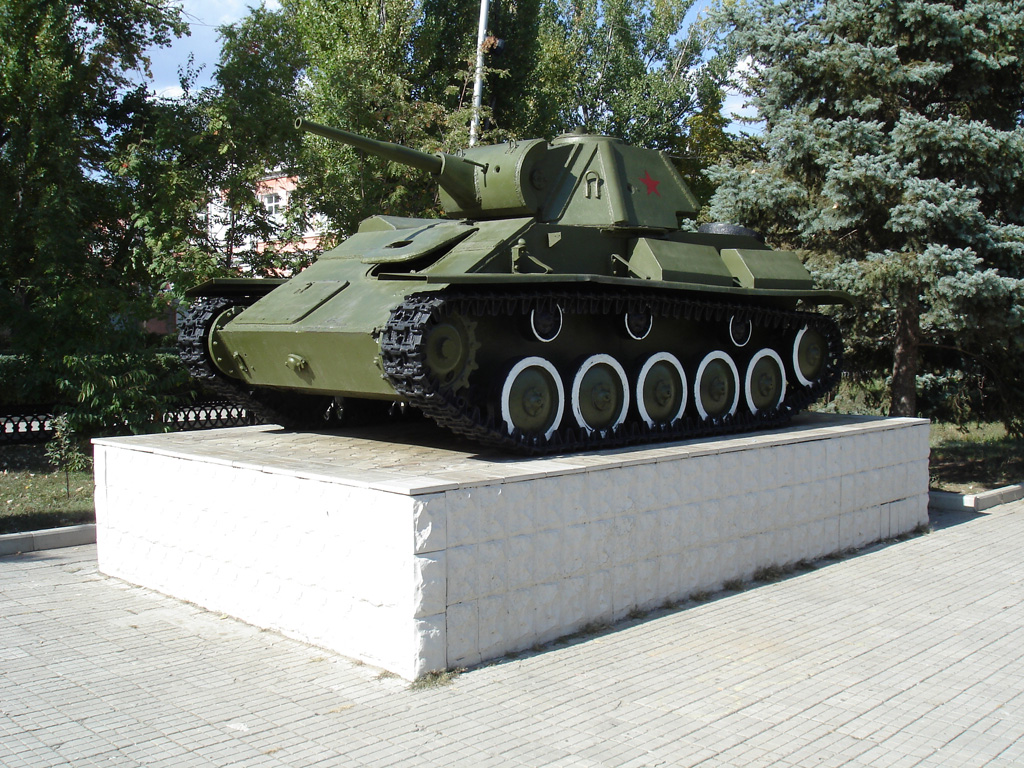
Танк Т-70 на площади Труда
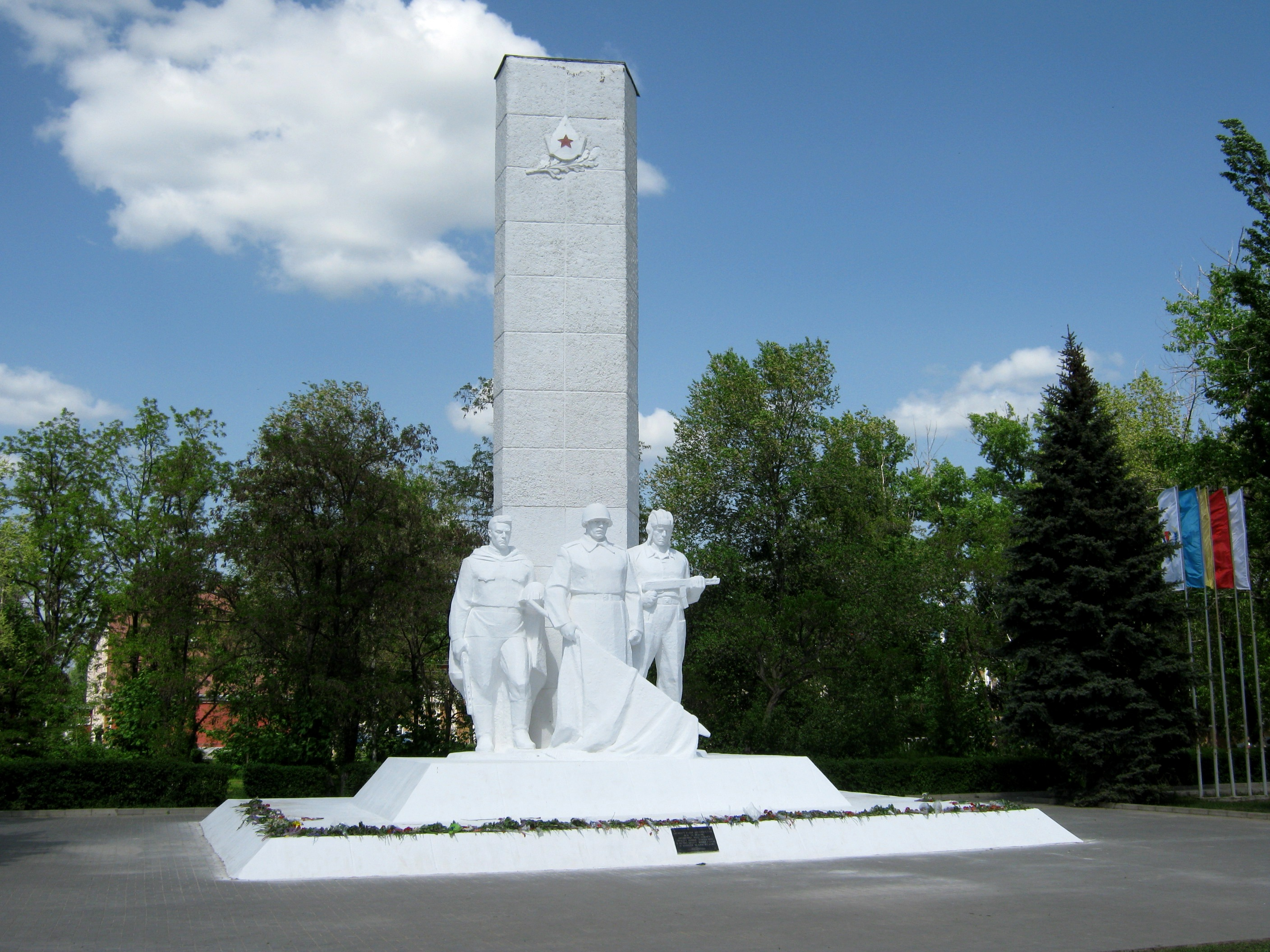
Мемориал погибшим воинам на площади Труда
Памятная стела Героям-пионерам
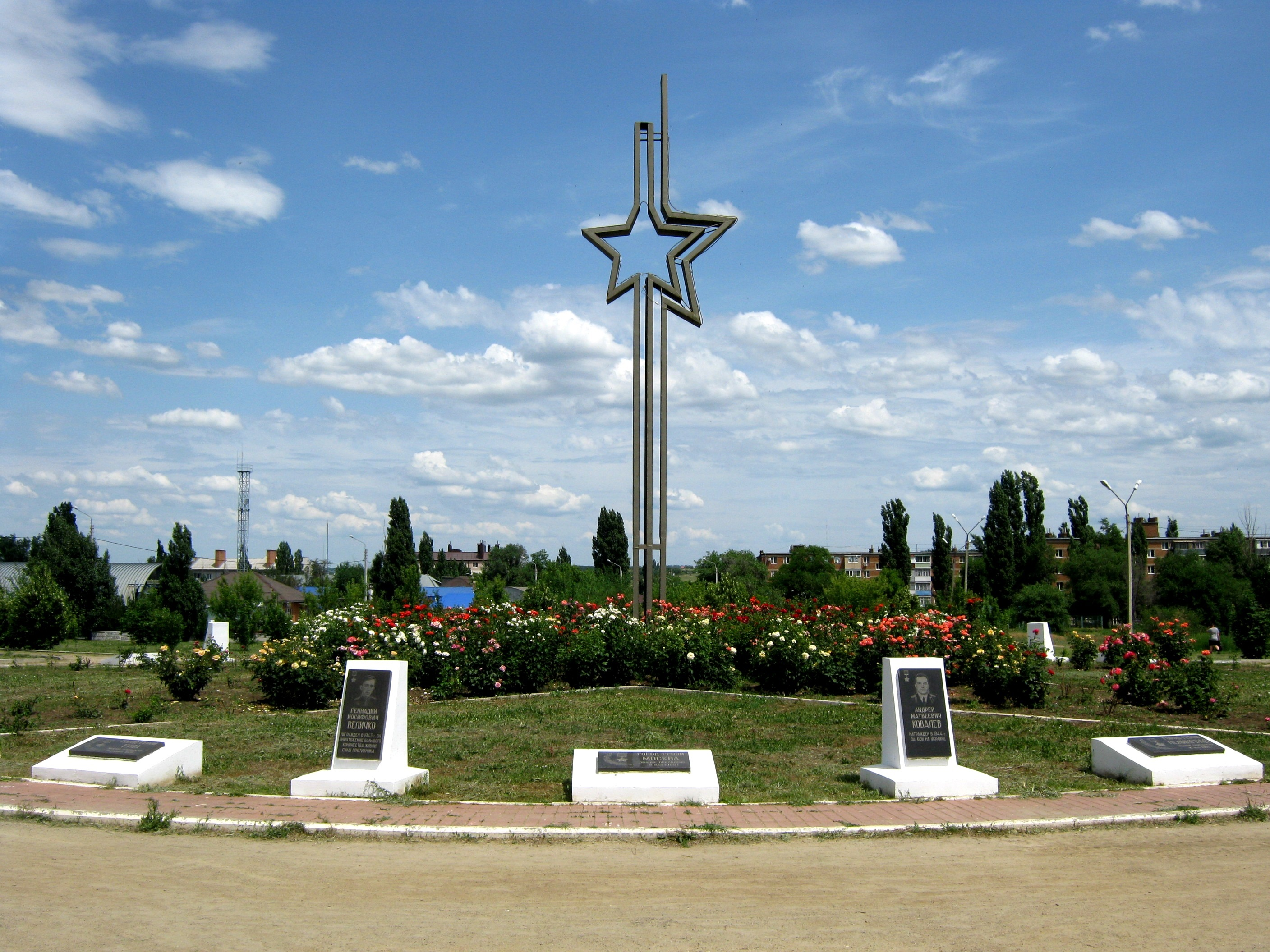
Стела в парке Победы
Бюст атамана М. И. Платова
Бюст  Ю. А. Гагарина в одноимённом парке
Памятник воинам-пограничникам
Памятный камень донским казакам — участникам войны 1812 года
Памятная стела с тачанкой на площади Платова
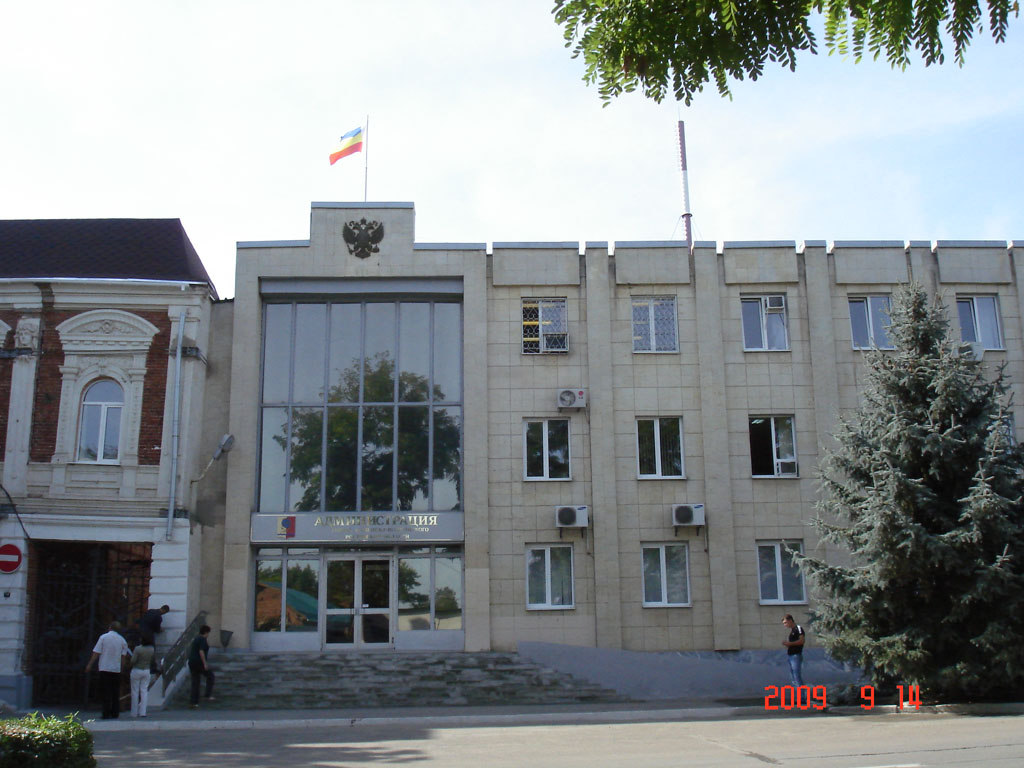
Здание городской Администрации
Здание отделения Сбербанка России
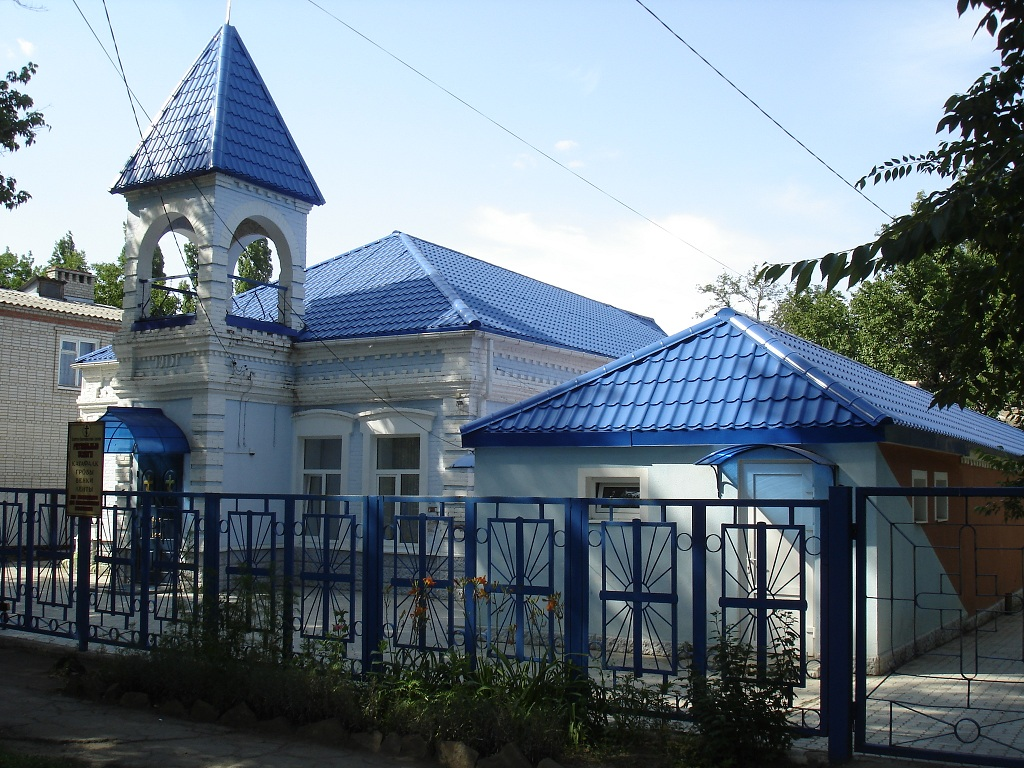
Прежнее, временное здание храма (ныне — воскресная школа)
Памятные доски истории
«Байк-Отель»
Общий вид байк-площадки
Мега-байк
Стела из мотоциклов
Стела из светофоров
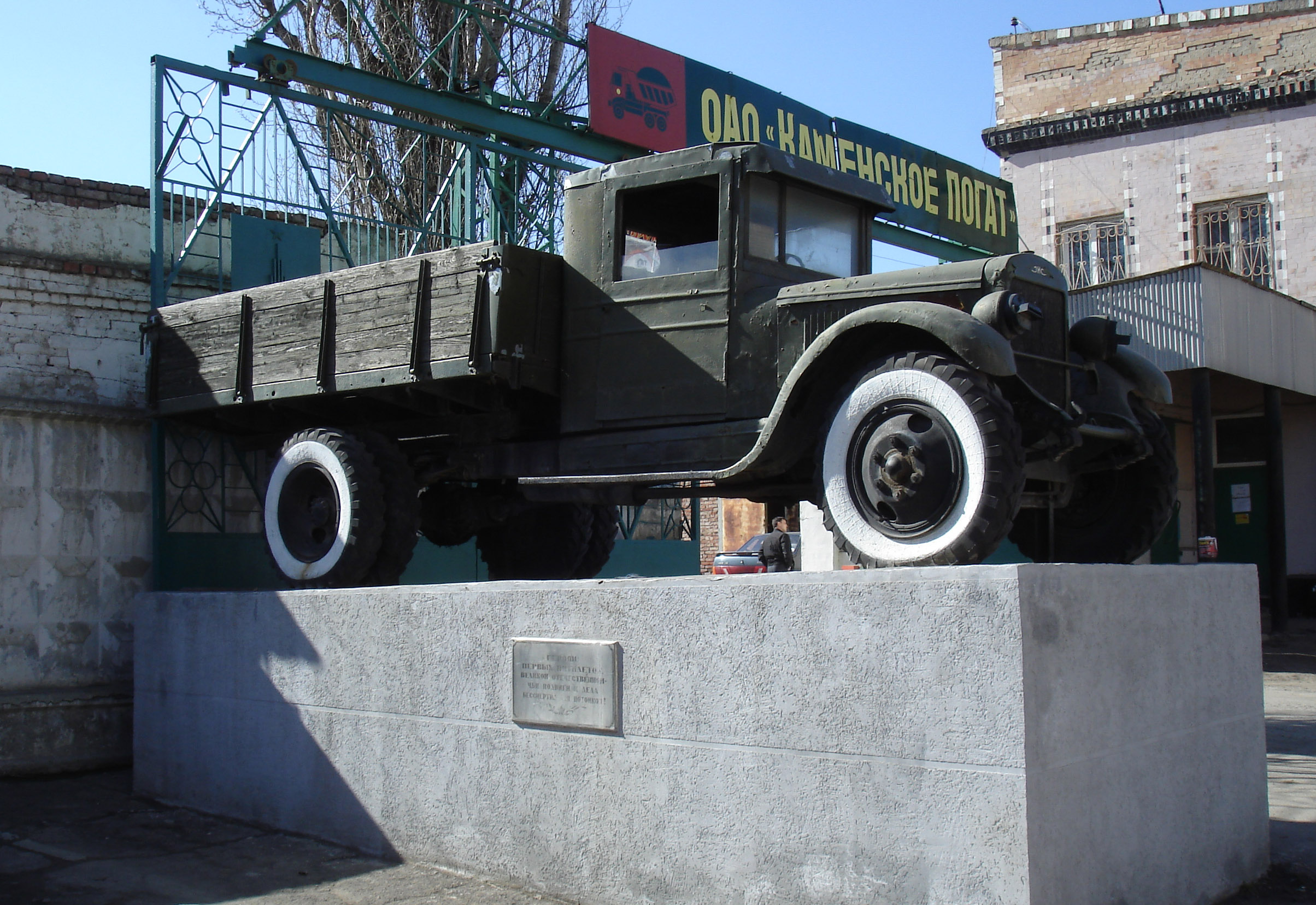
Памятник автомобилю ЗИС-5

## Достопримечательности
- Памятники В. И. Ленину (четыре);

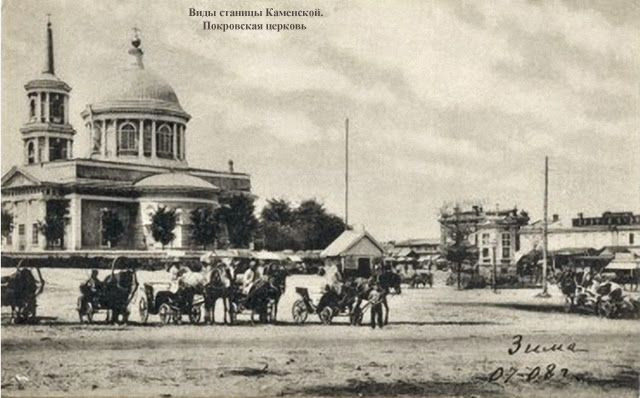
Церковь Покрова Пресвятой Богородицы (снесена в 1934 году)

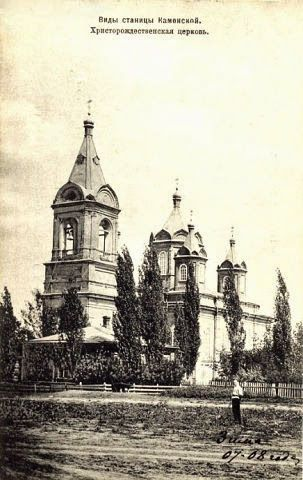
Храм Рождества Христова (снесён в 1960 году)

- Мемориальный комплекс «Героям гражданской и Великой Отечественной войны»
- Обелиск «Каменск-Шахтинский — Город воинской доблести»
- Стела у «Байк-отеля» из мотоциклов, возведена в честь погибших байкеров. Выполнена в виде столба, к которому со всех сторон прикреплены мотоциклы. В верхней части стела сужается и кончается одним мотоциклом. Высота стелы составляет около 10 метров. Она стоит на восьмигранном стальном постаменте;
- Стела из светофоров;
- Памятник погибшим байкерам у «Байк-отеля» (2012). На нём выгравирована строка: «Кто понял жизнь, тот не торопится», перекликающаяся с четырёхстишием великого персидского поэта Омара Хайяма;
- Памятник военным автомобилистам — автомобиль ЗИС-5 (1980);
- Бюст Ю. А. Гагарина в одноимённом городском парке (2016);
- Памятник на братской могиле на старом городском кладбище (1957);
- Здание отделения Сбербанка России (2009);
- Танк Т-34-85/Т-34-76 на площади Труда (1990);
- Танк Т-70 на площади Труда (1970);
- Мемориальный камень донским казакам — участникам Отечественная война 1812 года (2012);
- Мега-байк;
- Памятная стела Героям-пионерам (1967);
- Храм Святой Троицы Живоначальной (1998);
- Памятная стела с тачанкой на площади атамана Донского казачьего войска М. И. Платова;
- Дворец культуры им. Ю. А. Гагарина (1953);
- Памятник атаману, русскому генералу Матвею Ивановичу Платову (2003);
- Церковь Покрова Пресвятой Богородицы. Кирпичная церковь строилась в 1996—2003 годах. Представляет собой однокупольный храм с луковичным куполом, с трапезной и колокольней;
- Старое здание церкви (ныне воскресная школа, 1915);
- Крест на месте разрушенного храма Святых апостолов Петра и Павла;
- Крест на месте разрушенного храма Во имя Рождества Христова. На кресте написано: «Церковь построена в 1886 году на средства прихожан. В церкви было три престола. Главный — во имя Рождества Христова, левый придел — во имя Благовещения Пресвятой Богородицы, правый придел — во имя Сретения Господня. Во время Великой Отечественной войны в ней проходили богослужения. Церковь была закрыта в 1950 году, разрушена в 1960 году.»
- Каменский музей декоративно-прикладного искусства и народного творчества;
- Каменский музей краеведения;
- Памятник у братской могилы погибших воинов «Коленопреклонённый воин со знаменем» (1948, восстановлен в 2009);
- Памятные плиты и стела «Звезда» в парке Победы (2005);
- Памятник Д. М. Карбышеву в войсковой части 45767.

Объекты культурного наследия регионального значения на территории городского округа Каменск-Шахтинский:
- Здание, в котором в мае-июне 1942 года находился штаб Южного фронта, в 1945—1946 годах — штаб 5 Донского казачьего кавалерийского корпуса;
- Здание Донецкого окружного училища, в котором учился драматург К. Тренёв;
- Дом, в котором в 1918 году располагался первый на Дону военно-революционный комитет во главе с Ф. Подтёлковым и М. Кривошлыковым;
- Дом, в котором в 1920 году находился штаб XI Красной Армии;
- Обелиск героям Гражданской и Великой Отечественной войн;
- Паровоз серии Лебедянского Л-0002[76] на станции Лихая;
- Памятник лётчикам Евдокимову и Шибину (2019).

## Известные люди
- Родившиеся в Каменске-Шахтинском
- Умершие в Каменске-Шахтинском